# Bastilla
La Bastilla (pronunciación en francés: /bastij/) era una fortaleza que protegía el costado oriental de la ciudad de París, conocida formalmente como la Bastille Saint-Antoine (en español: Bastida de San Antonio). Desempeñó un papel importante en los conflictos internos de Francia y durante la mayor parte de su historia fue usada como una prisión estatal por los reyes de Francia. Fue tomada por una multitud el 14 de julio de 1789 durante la Revolución francesa, convirtiéndose en un símbolo importante del movimiento republicano francés. Tiempo después fue demolida y reemplazada por la Plaza de la Bastilla.

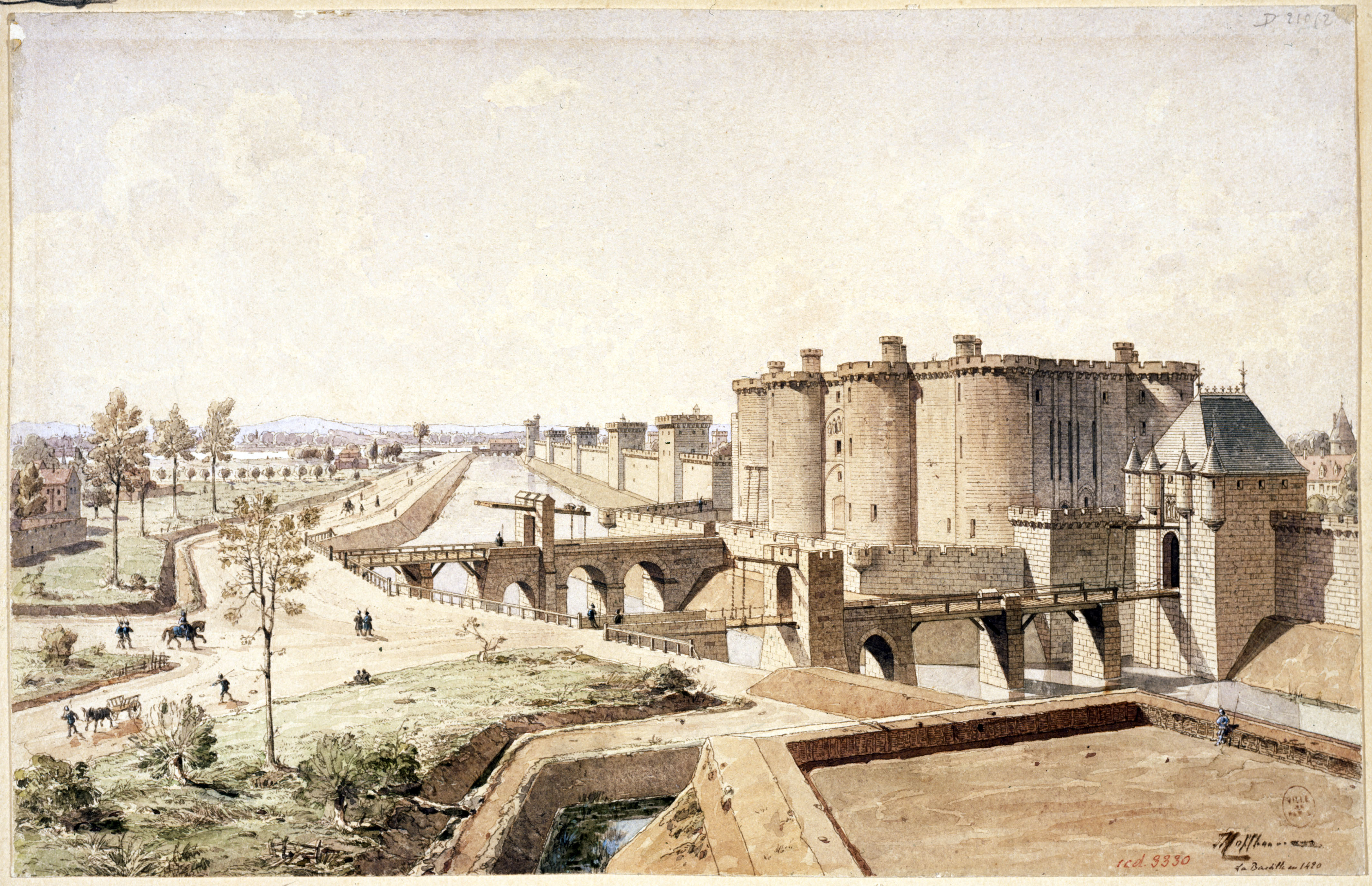
Reconstrucción histórica que muestra el foso debajo de las murallas de París (izquierda), la Bastilla y la Porte Saint-Antoine (derecha) en 1420.

La Bastilla fue construida para defender el acceso oriental de la ciudad de París de posibles ataques ingleses en la Guerra de los Cien Años. Sobre un primer edificio existente en 1356 como bastión de entrada en las murallas de París, la construcción principal se produjo a partir de 1370 creando así una fortaleza sólida con ocho torres que protegían la entrada estratégica de la Porte Saint-Antoine en el extremo oriental de París. El diseño innovador resultó influyente tanto en Francia como en Inglaterra y fue ampliamente copiado. La Bastilla tuvo una destacada participación en los conflictos internos de Francia incluida la lucha entre las facciones rivales del Ducado de Borgoña y la Casa de Armagnac en el siglo XV, además de las Guerras de religión en el siglo XVI. La fortaleza fue convertida en prisión estatal en 1417; este se amplió aún más, primero por los ocupantes ingleses en las décadas de 1420 y 1430 y después bajo Luis XI en la década de 1460. Las defensas de La Bastilla fueron fortificadas en respuesta a las amenazas Inglesa e imperial durante la década de 1550 con un bastión construido al este de la fortaleza. La Bastilla desempeñó un papel clave en la rebelión de la Fronda y la batalla del arrabal de Saint-Antoine, que se libró bajo sus muros en 1652. 
Luis XIV utilizó la Bastilla como prisión para miembros de la clase alta francesa que se oponían a él o que lo podían molestar, incluidos, después de la revocación del Edicto de Nantes, los protestantes franceses. A partir de 1659 y en adelante, la Bastilla funcionó principalmente como una penitenciaría estatal; para 1789 habían pasado por sus puertas 5279 prisioneros. Bajo los mandatos de Luis XV y Luis XVI, la Bastilla fue usada para la detención de prisioneros de diversos orígenes, además de para apoyar las operaciones de la policía parisina, especialmente para aplicar la censura gubernamental de los medios impresos. Aunque los reclusos estaban en relativamente buenas condiciones de vida, la crítica hacia la Bastilla creció durante el siglo XVIII, exacerbada por las autobiografías de antiguos prisioneros. Se implementaron reformas y el número de prisioneros se redujo considerablemente. En 1789 la crisis financiera del gobierno real y la formación de la Asamblea Nacional dieron lugar al aumento de sentimientos republicanos entre los ciudadanos. El 14 de julio la Bastilla fue tomada por una multitud revolucionaria, principalmente formada por residentes del Faubourg Saint-Antoine, que buscaba apropiarse de la valiosa pólvora guardada en la fortaleza. Se encontraron siete prisioneros restantes que fueron liberados. Además, el gobernador de la Bastilla, Bernard-René de Launay, fue asesinado por la multitud. La Bastilla fue demolida por orden del Comité del Hôtel de Ville. Recuerdos de la fortaleza fueron transportados por toda Francia y exhibidos como símbolos del despotismo derrocado. En el transcurso del siguiente siglo el sitio y legado histórico de la Bastilla destacaron notablemente en la revolución francesa de 1830 y la de 1848, las protestas políticas y la ficción popular, además de mantenerse como un símbolo importante del movimiento republicano francés.  
Casi nada se mantiene de la Bastilla excepto algunos restos de sus cimientos de piedra que fueron reubicados en el Boulevard Henri IV. Algunos historiadores criticaron a la Bastilla al inicio del siglo XIX y creían que la fortaleza fue una institución relativamente bien administrada, pero demasiado implicada en el sistema francés policial y de control político durante el siglo XVIII.

## Historia

### SigloXIV
La Bastilla fue construida en respuesta a la amenaza a París durante la Guerra de los Cien Años entre Inglaterra y Francia. Antes de la Bastilla el principal castillo real de París era el Louvre, en el oeste de la capital, pero la ciudad se expandió hacia la mitad del siglo XIV y el lado este se veía expuesto a un ataque inglés. La situación empeoró después del encarcelamiento de Juan II en Inglaterra tras la derrota francesa en la Batalla de Poitiers, y en su ausencia el preboste (rector) de París, Étienne Marcel, tomó medidas para mejorar las defensas de la capital. En 1357 Marcel expandió las murallas de la ciudad y protegió la Porte Saint-Antoine con dos altas torres de piedra y un foso de 24 metros de ancho. Una entrada fortificada de este tipo era llamada bastille, y fue una de dos creadas en París; la otra fue construida fuera de la Porte Saint-Denis. Posteriormente Marcel sería destituido de su puesto y ejecutado en 1358.
En 1369 Carlos V se preocupó por la debilidad que podría tener el lado este de la ciudad ante los ataques ingleses e incursiones de mercenarios. Carlos le ordenó a Hugh Aubriot, el nuevo preboste, que construyera una fortificación más grande en el mismo sitio de la bastille de Marcel. Los trabajos comenzaron en 1370 con otro par de torres construidas detrás de la primera bastille, seguidas por dos torres más al norte y finalmente dos torres al sur. La fortaleza probablemente no estaba terminada a la muerte de Carlos en 1380, pero fue completada por su hijo Carlos VI. La estructura restante se conoció simplemente como "la Bastilla" con ocho torres construidas irregularmente que ligaban cortinas de paredes formando una estructura de 68 metros de ancho y 37 metros de profundidad, con las paredes y torres de 24 metros de altura y 3 metros de espesor en sus bases. Construidos a la misma altura, los techos de las torres y las cumbres de las paredes formaban una amplia pasarela almenada alrededor de toda la fortaleza. Cada una de las seis nuevas torres tenían "cachots", o mazmorras, subterráneos en su base, y "calottes" (literalmente caparazones) o cuartos curvos en sus techos.
Defendida por un capitán, un caballero, ocho escuderos y diez ballesteros, la Bastilla estaba rodeada de fosos alimentados por el Río Sena. La fortaleza tenía cuatro juegos de puentes levadizos, los cuales permitían que la Rue Saint-Antoine pasara hacia el este a través de las puertas de la Bastilla al tiempo que daban fácil acceso a las murallas de la ciudad en los lados norte y sur. La Bastilla dominaba la Porte Saint-Antoine, la cual en 1380 era un fuerte edificio cuadrado con torretas y protegido por dos puentes levadizos propios. Carlos V eligió vivir cerca de la Bastilla por su propia seguridad y creó un complejo real al sur de la fortaleza llamado Hôtel Saint-Pol, que se extendía desde la Porte Saint-Paul hasta la Rue Saint-Antoine.
La historiadora Sidney Toy ha descrito a la Bastilla como «una de las fortificaciones más poderosas» del periodo, además de ser la más importante del medievo tardío de París. El diseño de la Bastilla era muy innovador: rechazaba tanto la tradición del siglo XIII de castillos cuadrangulares menos fortificados, así como la moda contemporánea establecida en Vincennes, donde las torres altas eran posicionadas alrededor de un muro más bajo dominado por un torreón aún más alto en el centro. En particular, construir las torres y los muros de la Bastilla a la misma altura permitía el movimiento rápido de las tropas alrededor del castillo, además de proveer un amplio espacio para mover y posicionar los cañones en las pasarelas más anchas. El diseño de la Bastilla fue copiado en Pierrefonds y Tarascon en Francia, y su influencia arquitectónica se extendió hasta el castillo de Nunney en el sureste de Inglaterra.

### SigloXV

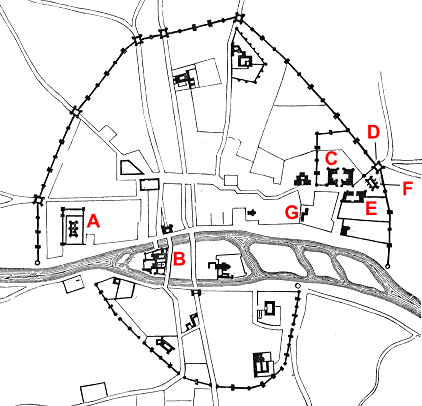
Defensas parisinas en el siglo XIV: A - El Louvre
B - Palais de Roi
C - Hôtel des Tournelles
D – Porte Saint-Antoine
E – Hôtel St. Paul
F – La Bastilla

Durante el siglo XV los reyes franceses continuaron enfrentándose a las amenazas tanto de los ingleses como de las facciones rivales de los borgoñeses y los armagnacs. La Bastilla fue vital estratégicamente durante este periodo, tanto por su papel como fortaleza real y refugio seguro dentro de la capital, como por controlar una ruta vital para salir y entrar de París. En 1418, por ejemplo, el futuro Carlos VII se refugió en la Bastilla durante la "Masacre de los armagnacs" por parte de los borgoñeses en París, antes de escapar exitosamente de la ciudad a través de la Porte Saint-Antoine. La Bastilla era usada ocasionalmente para detener prisioneros, incluido su creador, Hugues Aubriot, quien fue la primera persona encarcelada allí. En 1417, además de ser una fortaleza real, se convirtió formalmente en una prisión estatal.
A pesar de las defensas parisinas mejoradas, Enrique V de Inglaterra ocupó París en 1420 y la Bastilla fue capturada y guarnecida por los ingleses durante los dieciséis años posteriores. Enrique V nombró a Tomás Beaufort, duque de Exeter, nuevo capitán de la Bastilla. Los ingleses le dieron un mayor uso a la Bastilla como prisión; en 1430 hubo una pequeña rebelión cuando varios prisioneros dominaron a un guardia dormido e intentaron tomar el control de la fortaleza; este incidente es la primera referencia a un carcelero dedicado dentro de la Bastilla.
París fue finalmente reconquistada por Carlos VII en 1436. Cuando el rey francés volvió a entrar en la ciudad, sus enemigos en París se resguardaron en la Bastilla; después de un asedio, se rindieron, tras quedarse sin alimentos, y les fue permitido salir de la ciudad después del pago de un rescate. El castillo se mantuvo como una fortaleza parisina clave, pero fue tomada por los borgoñeses en 1464, cuando convencieron a las tropas reales de que se rindieran; una vez tomada, esto permitió a la facción borgoñesa lanzar un ataque sorpresa sobre París que casi resultó en la captura del rey.
La Bastilla fue utilizada para retener prisioneros una vez más por el rey Luis XI, quien comenzó a usarla ampliamente como penitenciaría estatal. Uno de los primeros fugados de la Bastilla durante este periodo fue Antoine de Chabannes, conde de Dammartin y miembro de la Liga del Bien Público, quien fue encarcelado por Luis y escapó en un bote en 1465. Los capitanes de la Bastilla durante este periodo eran principalmente oficiales y funcionarios reales; Philippe de Melun fue el primer capitán que recibió un salario en 1462, de 1,200 libras al año. A pesar de ser una prisión estatal, la Bastilla conservó otras de las funciones de un castillo real, además de ser usada para alojar a dignatarios visitantes, así como para albergar algunos entretenimientos lujosos ofrecidos por Luis XI y Francisco I.

### SigloXVI

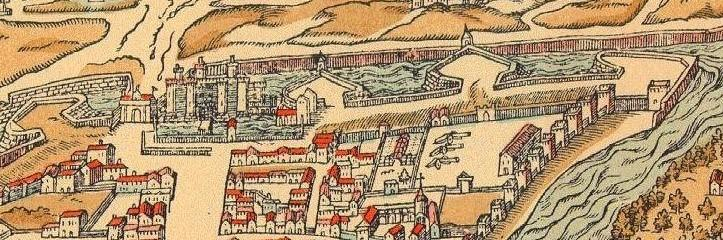
Una representación de la Bastilla y el París colindante en 1575, mostrando los nuevos bastiones, la nueva Porte Saint-Antoine, el complejo del arsenal y el campo abierto más allá de las defensas de la ciudad.

Durante el siglo XVI el área alrededor de la Bastilla continuó su desarrollo. El temprano París moderno continuó su crecimiento y a finales de siglo ya tenía alrededor de 250.000 habitantes y era una de las ciudades más pobladas de Europa, aunque en gran parte aún contenida dentro de sus murallas; más allá de la Bastilla aún había campo abierto. El Arsenal, un gran complejo industrial y militar, encargado de producir cañones y otras armas para los ejércitos reales, fue establecido al sur de la Bastilla por Francisco I, y sustancialmente ampliado por Carlos IX. Más tarde se construyó un depósito de armas sobre la Porte Saint-Antoine, lo que convirtió a la Bastilla en parte de un gran centro militar.
Durante la década de 1550 Enrique II se preocupó por la amenaza de los ingleses y del Sacro Imperio Romano Germánico ya que podían atacar París, por lo que decidió reforzar las defensas de la Bastilla. La puerta sur de se convirtió en la entrada principal al castillo en 1553; las otras tres puertas se cerraron. Fue construido un bastión, un gran terraplén que se proyectaba hacia el este desde la Bastilla, para proveer de fuego de protección adicional a la Bastilla y el Arsenal; se llegaba al bastión por la fortaleza a través de un estribo de piedra usando un puente levadizo como conexión que fue instalado en la torre Comté. En 1553 también fue modificada la Porte Saint-Antoine; los puentes levadizos fueron reemplazados con un puente fijo y la puerta medieval substituida por un arco de triunfo.

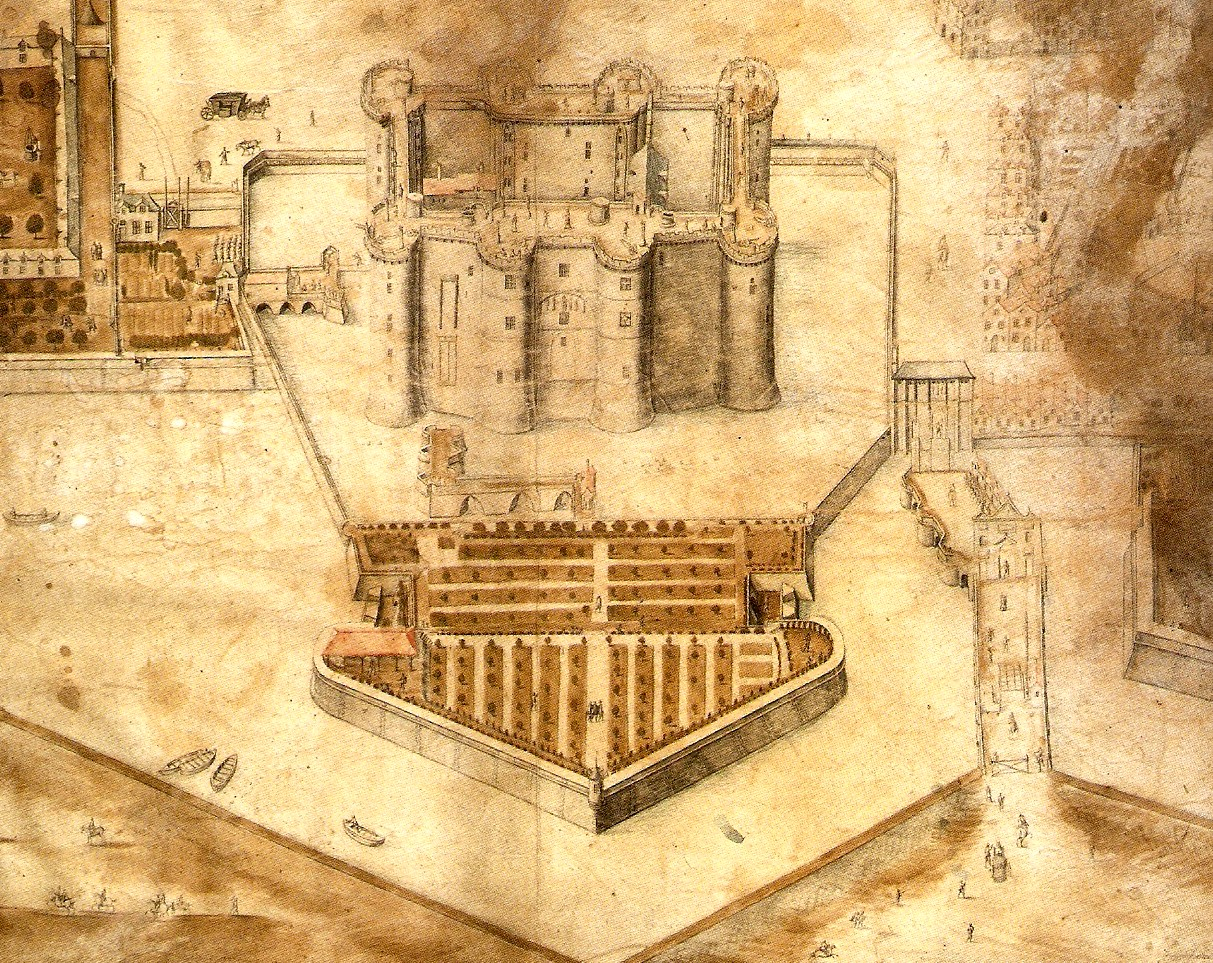
La Bastilla en 1647, ilustrando el bastión, los estribos de piedra que conectan con la fortaleza y la nueva entrada sur construida durante la década de 1750.

La Bastilla estuvo involucrada en las numerosas guerras de religión entre facciones protestantes y católicas con apoyo de aliados extranjeros durante la segunda mitad del siglo XVI. Las tensiones religiosas y políticas en París estallaron en el Día de la Barricadas, el 12 de mayo de 1588, cuando extremistas católicos se levantaron contra el relativamente moderado Enrique III. Después de un día de lucha en toda la capital, Enrique III huyó y la Bastilla se rindió ante Enrique, duque de Guisa y líder de la Liga Católica, quien nombró a Bussy-Leclerc como su nuevo capitán. Enrique III respondió haciendo que asesinaran al duque y más tarde, ese mismo año, a su hermano, a raíz de lo cual Bussy-Leclerc utilizó la Bastilla como base para organizar un asalto al Parlamento de París, arrestando al presidente y otros magistrados, de quienes sospechaba que tenían simpatía con la realeza, y los detuvo en la Bastilla. No fueron liberados hasta la nueva intervención de Carlos, duque de Mayenne, además del pago de importantes rescates. Bussy-Leclerc mantuvo el control de la Bastilla hasta diciembre de 1592, cuando, tras una mayor inestabilidad política, se vio forzado a entregar el castillo a Carlos y huir de la ciudad.
Enrique IV tardó varios años en recuperar París. Cuando lo logró, en 1594, el área alrededor de la Bastilla constituía el principal baluarte de la Liga Católica y sus aliados extranjeros, incluidas tropas españolas y flamencas. La Bastilla misma estaba controlada por un capitán de la Liga llamado Du Bourg. Enrique entró en París a primera hora de la mañana del 23 de marzo a través de la Porte-Neuve en lugar de la Porte Saint-Antoine y logró tomar la capital, incluyendo el complejo del Arsenal, cercano a la Bastilla. La Bastilla era ahora un baluarte aislado de la Liga, con sus miembros y sus aliados restantes agrupados a su alrededor por protección. Después de varios días de tensión, finalmente se llegó a un acuerdo para que este elemento residual saliera de forma segura, de modo que el 27 de marzo Du Bourg entregó la Bastilla y abandonó la ciudad por sí mismo.

### Principios delsigloXVII

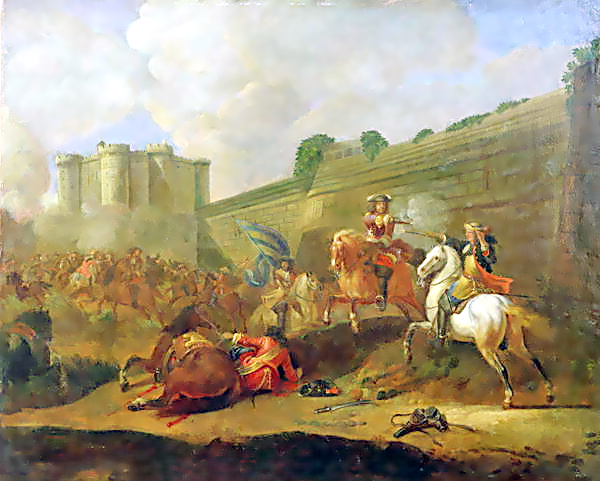
Una representación contemporánea de la batalla de Faubourg St.Antoine debajo de las murallas de la Bastilla en 1652.

La Bastilla continuó siendo usada como prisión y como fortaleza real bajo el mando tanto de Enrique IV como de su hijo, Luis XIII. Cuando Enrique frenó una conspiración, respaldada por España, entre la nobleza francesa de alto rango en 1602, por ejemplo, arrestó y detuvo al cabecilla Carlos Gontaut (duque de Biron) en la Bastilla y lo hizo ejecutar en el patio. Al primer ministro de Luis XIII, el Cardenal Richelieu, se le atribuye el comienzo de la transformación moderna de la Bastilla hacia un órgano más formal del estado francés incrementando así su uso estructurado como prisión estatal. Richelieu rompió con la tradición de Enrique IV de que el capitán de la Bastilla fuera un miembro de la aristocracia francesa, habitualmente un Mariscal de Francia, como François de Bassompierre, Charles de Luynes o Nicolas de L'Hospital, y en su lugar nombró al hermano de Père Joseph para administrar la instalación. Los primeros registros documentales que se conservan de los prisioneros de la Bastilla también datan de este periodo.
En 1648 estalló en París la insurrección de la Fronda, impulsada por los altos impuestos, el aumento de los precios de los alimentos y las enfermedades. El Parlamento de París, el gobierno de la regencia de Ana de Austria y las facciones nobles rebeldes lucharon durante varios años por el control de la ciudad y obtener más poder. El 26 de agosto, durante este periodo conocido como la Primera Fronda, Ana ordenó el arresto de algunos líderes del Parlamento de París; como resultado se intensificó la violencia y el 27 de agosto fue conocido como otro Día de las Barricadas. El gobernador de la Bastilla cargó y preparó sus armas para disparar contra el Hôtel de Ville, controlado por el parlamento, aunque finalmente decidió no disparar. Se levantaron barricadas en toda la ciudad y en septiembre el gobierno real huyó, dejando atrás una guardia de 22 hombres en la Bastilla. El 11 de enero de 1649 la Fronda decidió tomar la Bastilla encomendando la tarea a Elbeuf, uno de sus líderes. El ataque de Elbeuf solo requirió un esfuerzo simbólico: se dispararon cinco o seis tiros a la Bastilla antes de que se rindiera rápidamente el 13 de enero. Pierre Broussel, uno de los líderes de la Fronda, nombró a su hijo gobernador y la Fronda lo mantuvo incluso después del cese del fuego en marzo.

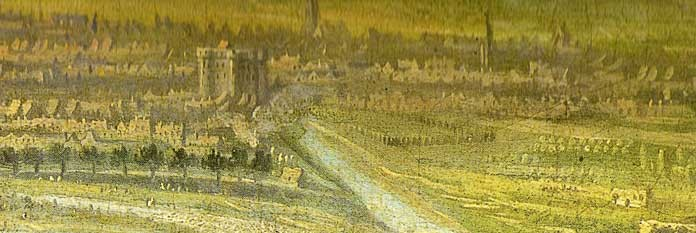
La Bastilla y el lado este de París en 1649

Durante la segunda Fronda, entre 1650 y 1653, Luis, príncipe de Condé, controlaba una gran parte de París junto con el Parlamento, mientras que Broussel, a través de su hijo, continuaba con su control sobre la Bastilla. En julio de 1652 tuvo lugar en el exterior de la Bastilla la batalla de Faubourg Saint Antoine. Condé salió de París para prevenir el avance de las fuerzas monárquicas bajo el comando de Turenne. Las fuerzas de Condé fueron acorraladas contra las murallas de la ciudad y la Puerta Saint-Antoine, la cual el Parlamento se negó a abrir; pues estaba bajo fuego enemigo cada vez más fuerte por parte de la artillería monárquica, por lo que la situación parecía sombría. En un famoso incidente, la Grande Mademoiselle, la hija de Gastón, duque de Orléans, convenció a su padre de que diera la orden para que las fuerzas parisinas actuaran, antes de entrar en la Bastilla y asegurarse personalmente de que el comandante apuntara el cañón de la fortaleza contra el ejército de Turenne, lo que causó bajas significativas y permitió la retirada segura del ejército de Condé. Más tarde, en 1652, Condé finalmente fue obligado a rendir París a las fuerzas monárquicas en octubre, lo que fue el fin de la Fronda; la Bastilla volvió a estar bajo el control real.

### Reinado de Luis XIV y la Regencia (1661-1723)

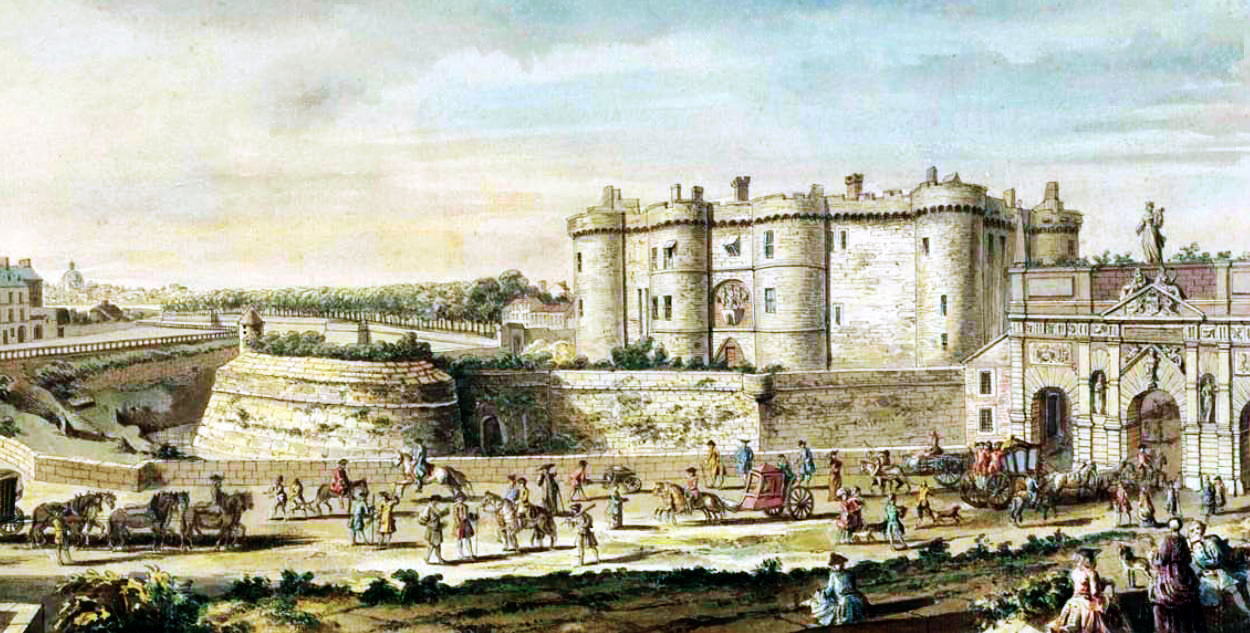
La Bastilla y la Porte Saint-Antoine vistas desde el noreste, 1715--19

El área alrededor de la Bastilla fue transformada en el reinado de Luis XIV. La creciente población de París alcanzó los 400,000 durante este periodo, causando que la ciudad se extendiera más allá de la zona de la Bastilla y la ciudad antigua, hasta llegar a las lejanas tierras cultivables, formando faubourgs o suburbios con menor población. Influenciado por los eventos de la Fronda, Luis XIV reconstruyó el área alrededor de la Bastilla, levantando un nuevo arco en la Porte Saint-Antoine en 1660, para diez años después tirar las murallas de la ciudad junto con sus soportes fortificados para reemplazarlas con una avenida arbolada, después llamada "boulevard de Luis XIV", que pasaba alrededor de la Bastilla. El bastión de la Bastilla sobrevivió a la remodelación convirtiéndose en un jardín para el uso de los prisioneros.
Luis XIV hizo un uso extensivo de la Bastilla como prisión, con 2,320 individuos detenidos en ella durante su reinado, aproximadamente 43 al año. Luis usó la Bastilla para detener no solo a los supuestos rebeldes o conspiradores sino también a los que simplemente lo habían irritado de alguna forma, así como los que discrepaban con él en materia de religión. Las ofensas típicas por las que los reclusos eran acusados eran espionaje, falsificación y estafa contra el estado; un número de funcionarios financieros fueron detenidos de esta forma bajo el reinado de Luis, entre los cuales los más famosos fueron Nicolas Fouquet y sus partidarios Henry de Guénegaud y Jeannin y Lorenzo de Tonti. En 1685 Luis revocó el Edicto de Nantes, que otorgaba varios derechos a los protestantes franceses; la represión posterior fue impulsada por las opiniones fuertemente antiprotestantes del rey. La Bastilla fue usada para investigar y desmantelar las redes protestantes al encarcelar e interrogar a los miembros más recalcitrantes de la comunidad, en particular los calvinistas de clase alta; alrededor de 254 protestantes fueron encarcelados en la Bastilla durante el reinado de Luis.
En el reinado de Luis los prisioneros de la Bastilla eran detenidos usando una "lettre de cachet", "una carta con sello real", emitida por el rey y refrendada por un ministro, ordenando que se detuviese a determinada persona. Luis, muy involucrado en este aspecto del gobierno, personalmente decidía quién debía ser detenido en la Bastilla. El arresto mismo involucraba un elemento de ceremonia: el individuo debía ser tocado en el hombro con un bastón y sería detenido formalmente en el nombre del rey. La detención en la Bastilla era impuesta habitualmente por un periodo indefinido y existían secretos referentes al quién y por qué de la detención: la leyenda del "hombre de la máscara de hierro", un misterioso prisionero que murió en 1703, simboliza este período de la Bastilla. Aunque en la práctica muchos prisioneros eran encarcelados en la Bastilla como una forma de castigo, legalmente un prisionero de la Bastilla era detenido únicamente por razones de prevención e investigación: oficialmente la prisión no debía ser una medida de castigo en sí misma. El periodo de encarcelamiento promedio en la Bastilla bajo el reinado de Luis XIV era de aproximadamente tres años.

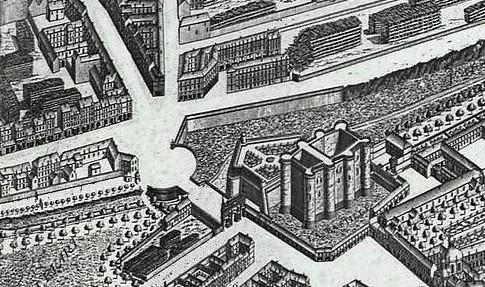
La Bastilla en 1734, mostrando el bulevar Luis XIV y el creciente "faubourg" (suburbio) más allá de la Porte Saint-Antoine

Bajo el reinado de Luis, solía haber únicamente entre 20 y 50 prisioneros detenidos a la vez en la Bastilla, aunque hubo hasta 111 detenidos por un periodo corto en 1703. Estos prisioneros eran principalmente pertenecientes a la alta sociedad, y los que podían pagar por lujos adicionales vivían en buenas condiciones, usando su propia ropa, viviendo en cuartos decorados con tejidos y alfombras o ejercitándose alrededor del jardín del castillo y de las murallas. A finales del siglo XVII hubo una biblioteca bastante desorganizada para uso de los reclusos en la Bastilla, aunque sus orígenes siguen sin estar claros.
Luis reformó la estructura administrativa de la Bastilla, creando el puesto de gobernador, aunque a este todavía se le llamaba a menudo capitán-gobernador.  Durante el reinado de Luis la vigilancia policial sobre los grupos marginales en París se incrementó considerablemente: se reformó y amplió el sistema de justicia penal, se extendieron los controles sobre la imprenta y la publicación, se emitieron nuevos códigos penales y se creó el puesto de teniente general de la policía parisina en 1667; todo ello permitiría más tarde a la Bastilla desempeñar su papel de apoyo a la policía parisina durante el siglo XVIII. En 1711, se había establecido una guarnición militar de 60 hombres en la Bastilla. Continuaba siendo una institución muy cara de mantener, particularmente si la prisión estaba llena, como en 1691 cuando aumentó el número de prisioneros debido a la campaña contra los protestantes franceses y el costo anual de mantener la Bastilla se elevó hasta 232,818 libras.
Entre 1715, año de la muerte de Luis, y 1723, el poder fue transferido a la Regencia; el regente, Philippe d'Orléans mantuvo la prisión, pero el rigor absolutista del sistema de Luis XIV comenzó a debilitarse Aunque los protestantes ya no eran detenidos en la Bastilla, las incertidumbres políticas y las conspiraciones del periodo mantuvieron ocupada la prisión y hubo 1,459 detenidos en ella bajo la Regencia, con un promedio de 182 por año. Durante la Conspiración de Cellamare, los supuestos enemigos de la Regencia fueron detenidos en la Bastilla, incluyendo a Marguerite de Launay. Estando en la Bastilla, De Launay se enamoró de un compañero de prisión, el Chevalier de Ménil; también recibió la infame invitación de matrimonio por parte del Chevalier de Maisonrouge, el adjunto del gobernador, que se había enamorado de ella.

### Reinados de Luis XV y Luis XVI (1723-1789)

#### Arquitectura y organización

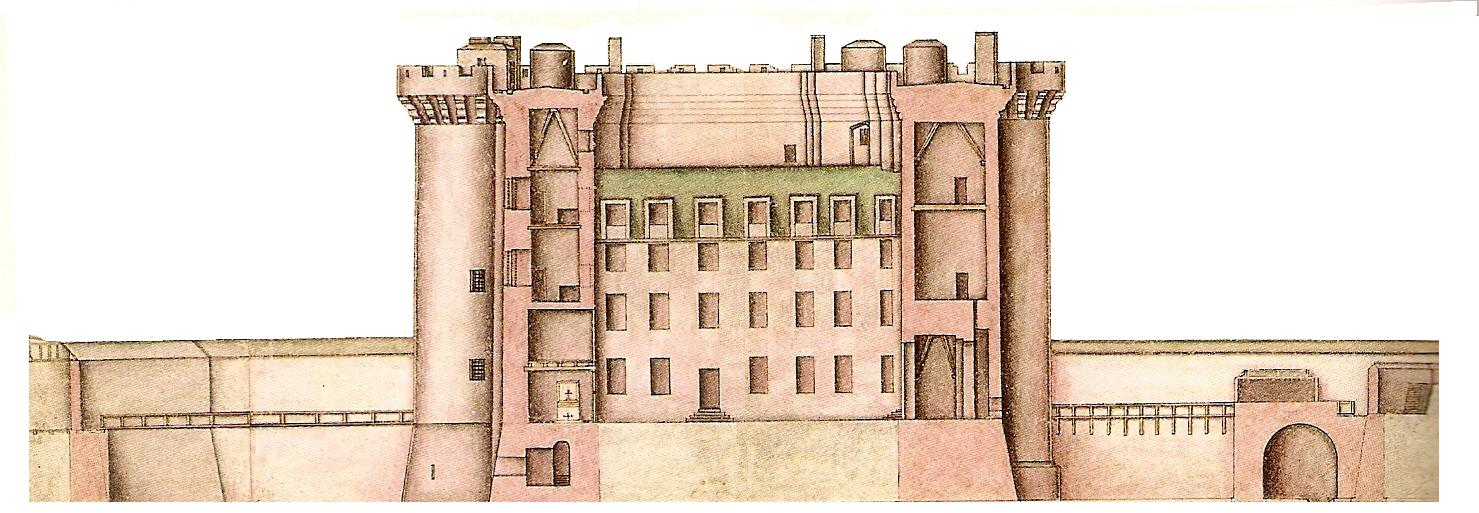
Un corte transversal de la Bastilla vista desde el sur en 1750

A finales del siglo XVIII la Bastilla había logrado separar el barrio más aristocrático del barrio Le Marais, en la ciudad vieja, del distrito de clase obrera del suburbio de Saint-Antoine que se encontraba más allá del boulevard Luis XIV. El Marais era un área de moda, frecuentada por visitantes extranjeros y turistas, pero muy pocos pasaban de la Bastilla para entrar en el suburbio. El suburbio se caracterizaba por sus áreas urbanizadas, densamente pobladas, particularmente en el norte, además de sus numerosos talleres que producían mobiliario ligero. París como un todo continuaba su crecimiento, alcanzando un poco menos de 800,000 habitantes en el reinado de Luis XVI; además muchos de sus residentes alrededor del suburbio habían emigrado a París desde el campo recientemente. La Bastilla tenía su propia dirección postal, y era oficialmente conocida como el n.º 232 de la rue Saint-Antoine.
Estructuralmente la Bastilla de finales del siglo XVIII no cambió mucho con respecto a su predecesora del siglo XIV. Las ocho torres de piedra adquirieron gradualmente nombres individuales: desde el lado noreste de la puerta externa, eran La Chapelle, Trésor, Comté, Bazinière, Bertaudière, Liberté, Puits y Coin. La Chapelle contenía la capilla de la Bastilla, decorada con una pintura de San Pedro encadenado. Trésor tomó su nombre del reinado de Enrique IV, cuando había contenido el tesoro real. Los orígenes del nombre de la torre Comté son poco claros; una teoría es que el nombre se refiere al Condado de París.  Bazinière debe su nombre a Bertrand de La Bazinière, un tesorero real detenido allí en el año 1663. Bertaudière obtuvo su nombre por un albañil medieval que murió construyendo la estructura en el siglo XIV. Liberté (libertad) tomó su nombre ya sea de una protesta en 1380, cuando los parisinos gritaron la frase fuera del castillo, o de cuando fue usada para mantener a prisioneros que tenían más libertad para caminar por el castillo que los prisioneros típicos. La torre Puits contenía bien al castillo, mientras que Coin formaba la esquina de la Rue Saint-Antoine.

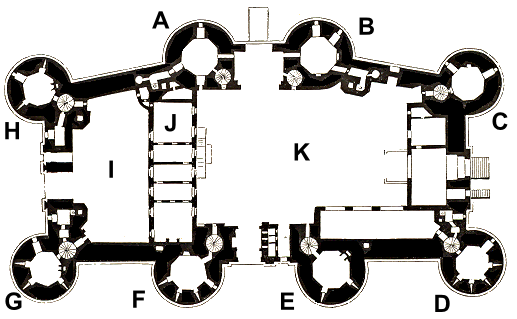
Plan de la Bastilla en el. A – La Torre Chapelle; B – Torre Trésor; C – Torre Comté; D – Torre Bazinière; E - Torre Bertaudière; F – Torre Liberté; G – Torre Puits; H – Torre Coin; I – Patio del Pozo; J – Ala de oficinas; K – Patio grande

El patio principal del castillo, accesible a través de la puerta sur, tenía 37 metros de largo por 22 de ancho, y estaba dividido desde el pequeño jardín del norte por un ala de tres oficinas, construida alrededor de 1716 y renovada en 1761 en estilo moderno, del siglo XVIII. El ala de oficinas contenía la sala de consejo que era usada para interrogar a los prisioneros, la biblioteca de la Bastilla y la residencia de los sirvientes. En los pisos altos había cuartos para el personal superior y habitaciones para prisioneros distinguidos. Un edificio elevado a un costado del patio contenía los archivos de la Bastilla. Antoine de Sartine, teniente general de la policía entre 1759 y 1774, instaló un reloj en el lado del ala de oficinas que representaba a dos prisioneros encadenados.
En 1786 fueron construidos nuevas cocinas y baños fuera de la puerta principal de la Bastilla. El foso que rodeaba la Bastilla, ahora en gran parte seco, sostenía un muro de piedra de 11 metros de alto con una pasarela de madera para uso de los guardias, conocida como "la ronde", o la ronda. Se había construido un patio externo cerca del lado suroeste de la Bastilla, adyacente al Arsenal. Este estaba abierto al público y tenía pequeñas tiendas alquiladas por el gobernador por casi 10,000 libras al año, además de una garita para el portero de la Bastilla; estaba iluminada de noche para dar luz a la calle adyacente.
La Bastilla estaba administrada por el gobernador, a veces llamado capitán gobernador, quien vivía en una casa del siglo XVII junto a la fortaleza. El gobernador estaba apoyado por varios oficiales, en particular su adjunto, el teniente du roi (o teniente del rey), quien era responsable de la seguridad en general y de la protección de los secretos de estado; el mayor, responsable de gestionar los asuntos financieros de la Bastilla y los archivos policiales; y el capitaine de portes (capitán de puertas), quien controlaba la entrada a la Bastilla. Cuatro guardias se dividían la vigilancia de las ocho torres. Desde una perspectiva administrativa, la prisión fue manejada generalmente de buena manera durante este periodo. Este personal era apoyado por un oficial cirujano, un capellán, y se podía en ocasiones llamar a la comadrona local para asistir a las prisioneras embarazadas. En 1749 se designó una pequeña guardia de Invalides (inválidos) para proteger el interior y exterior de la fortaleza; estos eran soldados retirados y eran considerados por los locales, según describe Simon Schama, como "amables holgazanes" en lugar de soldados profesionales.

#### Uso de la prisión

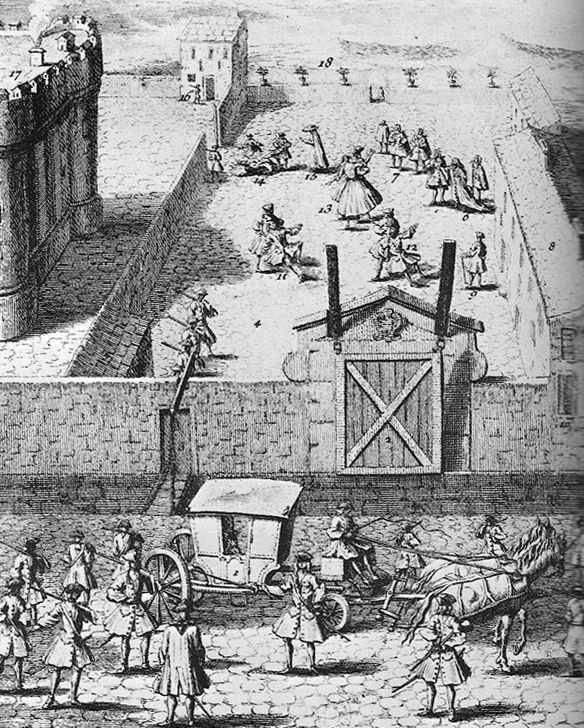
Convulsionarios jansenistas haciendo ejercicio en el patio exterior

El papel de la Bastilla como prisión cambió considerablemente durante los reinados de Luis XV y XVI. Una tendencia fue la disminución en el número de prisioneros enviados a la Bastilla, con solo 1,194 detenidos allí durante el reinado de Luis XV y solo 306 bajo Luis XVI hasta la Revolución, con promedios anuales de 23 y 20 respectivamente. Una segunda tendencia fue un lento alejamiento del papel de la Bastilla del siglo XVII de detener principalmente a prisioneros de clase alta, llegando a la situación en la que la Bastilla era esencialmente un lugar para apresar a individuos indeseados socialmente de todos los orígenes —incluidos aristócratas que rompían con las convenciones sociales, criminales, pornógrafos o maleantes— y fue usada para apoyar las operaciones de la policía, particularmente aquellas que involucraban censura, en todo París. A pesar de estos cambios, la Bastilla se mantuvo como una prisión estatal, a las órdenes de autoridades especiales, obedeciendo al monarca de turno y rodeada de una reputación amenazante.
Bajo el reinado de Luis XV, alrededor de 250 convulsionarios católicos, con frecuencia llamados jansenistas, fueron detenidos en la Bastilla por sus creencias religiosas. Muchos de estos prisioneros eran mujeres y provenían de una gama más amplia de orígenes sociales que los calvinistas de la alta sociedad detenidos bajo el reinado de Luis XIV; la historiadora Monique Cottret explica que la disminución de la "mística" social de la Bastilla se origina en esta fase de detenciones. En el reinado de Luis XVI los orígenes de los que entraban en la Bastilla y el tipo de delitos por los que eran detenidos habían cambiado notablemente. Entre 1774 y 1789 los detenidos eran 54 personas acusadas de robo, 32 por estar involucrados en la Revuelta de la Hambruna en 1775, 11 detenidos por agresión, 62 editores ilegales, impresores y escritores, y relativamente pocos detenidos por grandes delitos contra el estado.
Muchos de los prisioneros aún eran de la alta sociedad, particularmente en los casos de desórdenes de familia. Estos casos involucraban típicamente a miembros de la aristocracia que habían, como apunta el historiador Richard Andrews, «rechazado la autoridad parental, avergonzado a la familia, manifestado trastornos mentales, derrochado capital o violado códigos profesionales». Sus familias —a menudo sus padres, pero a veces esposos y esposas actuando en contra de sus cónyuges— podían pedir que se detuvieran a estos individuos en una de las prisiones reales, resultando en un encarcelamiento promedio de entre seis meses y cuatro años. Tal detención podía ser preferible a enfrentarse a un juicio público por sus faltas, además de que la confidencialidad que rodeaba la detención en la Bastilla permitía que las reputaciones personales y familiares se protegieran. La Bastilla fue considerada una de las mejores prisiones para que un prisionero de clase alta fuera detenido, debido a la calidad de las instalaciones para los ricos. A raíz del notorio "asunto del collar de diamantes" de 1786, que implicaba a la reina María Antonieta en acusaciones de fraude, los once sospechosos fueron detenidos en la Bastilla, lo que aumentó significativamente la notoriedad de la institución.

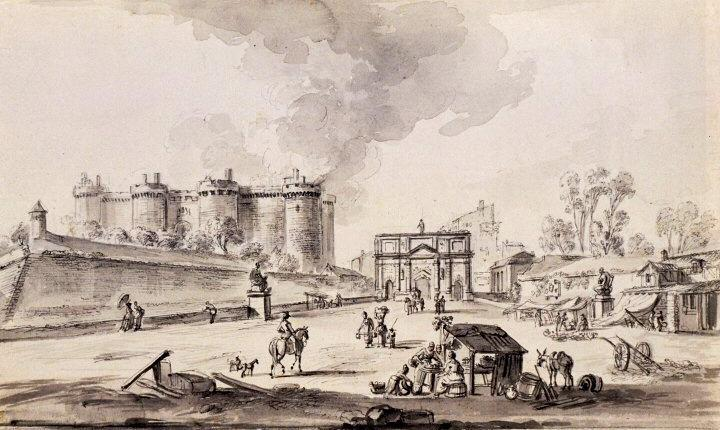
La Bastilla y la Porte Saint-Antoine, vistas desde el este

Sin embargo, cada vez más, la Bastilla se anexó a un más grande sistema de policía de París. Aunque designado por el rey, el gobernador le informaba al teniente general de la policía: el primero de estos, Gabriel Nicolas de la Reynie, visitaba solo ocasionalmente la Bastilla, pero su sucesor, Marquis d'Argenson, y los siguientes oficiales usaron la instalación ampliamente además de tomar mayor interés en inspeccionar la prisión. El teniente general informaba a su vez al secretario de la Maison du Roi (casa del rey), la cual era responsable del orden en la capital; y juntos en la práctica controlaban la emisión de las lettres (cartas de detención) en el nombre de rey. La Bastilla era inusual comparada con otras prisiones en París por el hecho de que actuaba en nombre del rey -y por lo tanto los prisioneros podían ser detenidos en secreto, por más tiempo, y sin seguir ninguna norma judicial, haciendo de esta una instalación muy útil para las autoridades policiales. La Bastilla era la ubicación preferida para detener a prisioneros que requerían de interrogaciones más extensas o un caso en el que se requería de un análisis extensivo de documentos. La Bastilla también era usada para guardar los archivos de la policía de París; equipo de orden público como cadenas y banderas; y bienes ilegales, confiscados por orden de la corona usando una versión de la "lettre de cachet", como libros prohibidos e imprenta ilícita
A través de este periodo, pero particularmente en la mitad del siglo XVIII, la Bastilla fue usada por la policía para reprimir el comercio de libros sediciosos e ilegales en Francia.  En la década de 1750, 40% de los que eran enviados a la Bastilla eran arrestados por su papel en la fabricación o negocio con material prohibido; en la década de 1760, la cifra equivalente fue de 35%. A menudo los autores sediciosos también eran detenidos en la Bastilla, aunque varios de los más famosos escritores detenidos ahí durante este periodo fueron detenidos formalmente por ofensas antisociales, más que por ofensas políticas. En particular, muchos de estos escritores detenidos bajo el reinado de Luis XVI fueron detenidos por su papel en la producción de pornografía ilegal, más que por la críticas políticas del régimen. El escritor Laurent Angliviel de la Beaumelle, el filósofo André Morellet y el historiador Jean-François Marmontel, por ejemplo, fueron formalmente detenidos no por sus obvios escritos políticos, sino por observaciones de difamación o los insultos personales en contra de los altos dirigentes de la sociedad parisina.

#### Régimen de prisión

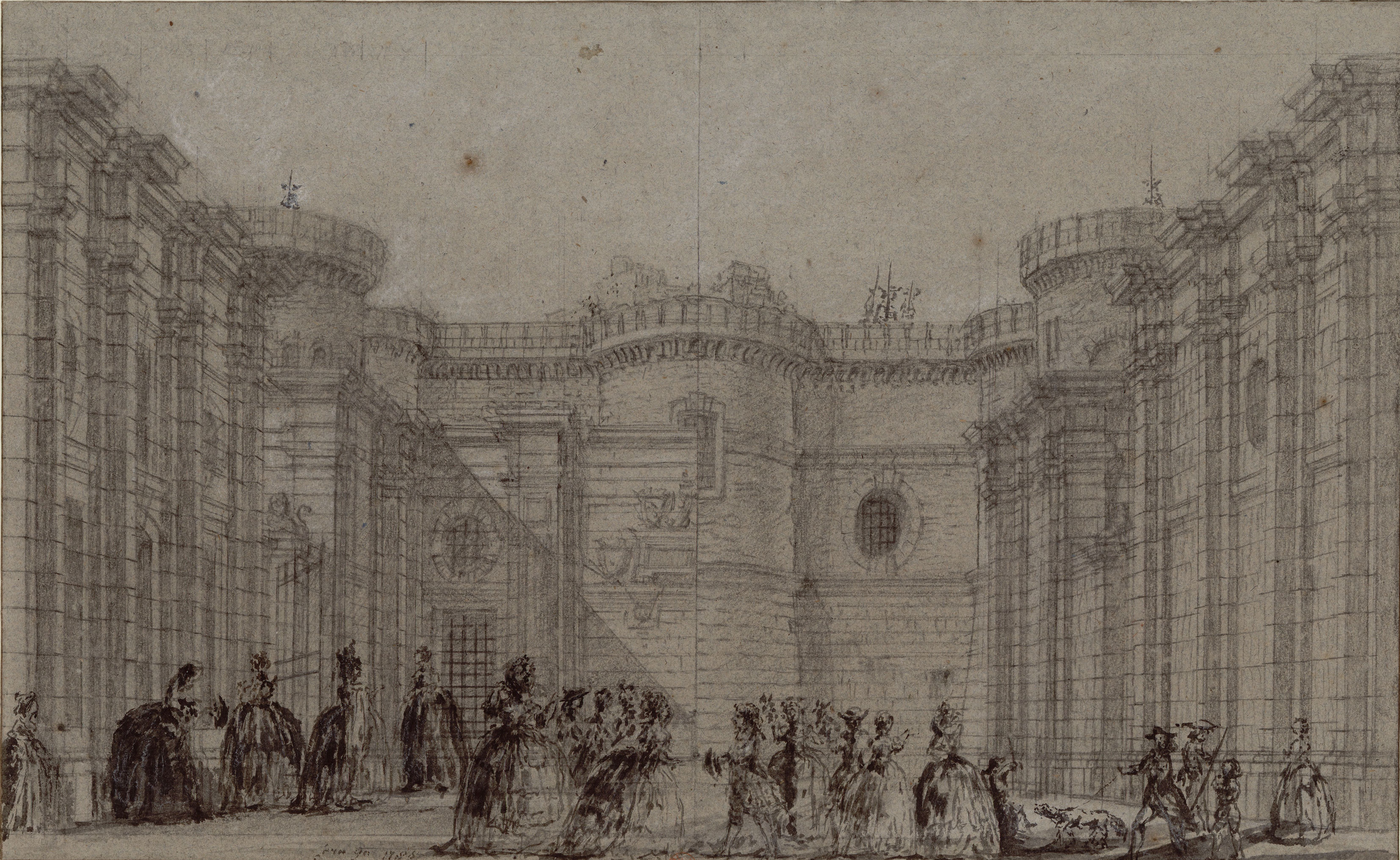
Un boceto del patio principal en 1785

Contrario a lo que fue su última imagen, la Bastilla durante el siglo XVIII tenía condiciones benévolas para sus prisioneros, particularmente comparada con los estándares de otras prisiones de la época. El prisionero común era mantenido en una de las habitaciones octagonales de los niveles medios de las torres. Los calottes, los cuartos justo debajo del techo que formaban la planta superior de la Bastilla, eran considerados como los cuartos menos agradables, al estar más expuestos a los elementos y eran usualmente o muy calientes o muy fríos para ser cómodos. Las cachots, las mazmorras subterráneas, no habían sido usadas por varios años, excepto para la detención de los prófugos recapturados. Cada una de las habitaciones de los prisioneros tenía un horno o chimenea, muebles básicos, cortinas y en la mayoría de los casos una ventana; una crítica típica hacia los cuartos era que eran miserables y muy básicos más que incómodos Como los calottes, el patio principal, usado para el ejercicio, era muy criticado por los prisioneros por ser desagradable en las épocas críticas del verano o invierno, aunque el jardín en el bastión y las murallas del castillo también era usadas para la recreación.
El gobernador recibía dinero de la Corona para mantener a los prisioneros, con la cantidad variando con el rango: el gobernador recibía 19 libras al día para cada prisionero político -con los nobles de grado de consejero estatal recibiendo 15 libras- y, al otro lado de la situación, tres libras al día para cada plebeyo. Incluso para los plebeyos, esta suma era alrededor del doble del salario diario de un trabajador y les proveía de una dieta adecuada, mientras que las clases altas comían muy bien: hasta los críticos de la Bastilla señalan que había comidas excelentes, a menudo junto al gobernador mismo. Sin embargo, los prisioneros que eran castigado por mal comportamiento, podían tener una dieta restringida como castigo El tratamiento médico provisto por la Bastilla para los prisioneros era excelente para los estándares del siglo XVIII; la prisión también contenía un número de reclusos que sufrían de enfermedades mentales y debían tomar, dictado por los estándares de la época, una actitud muy progresiva con su cuidado.

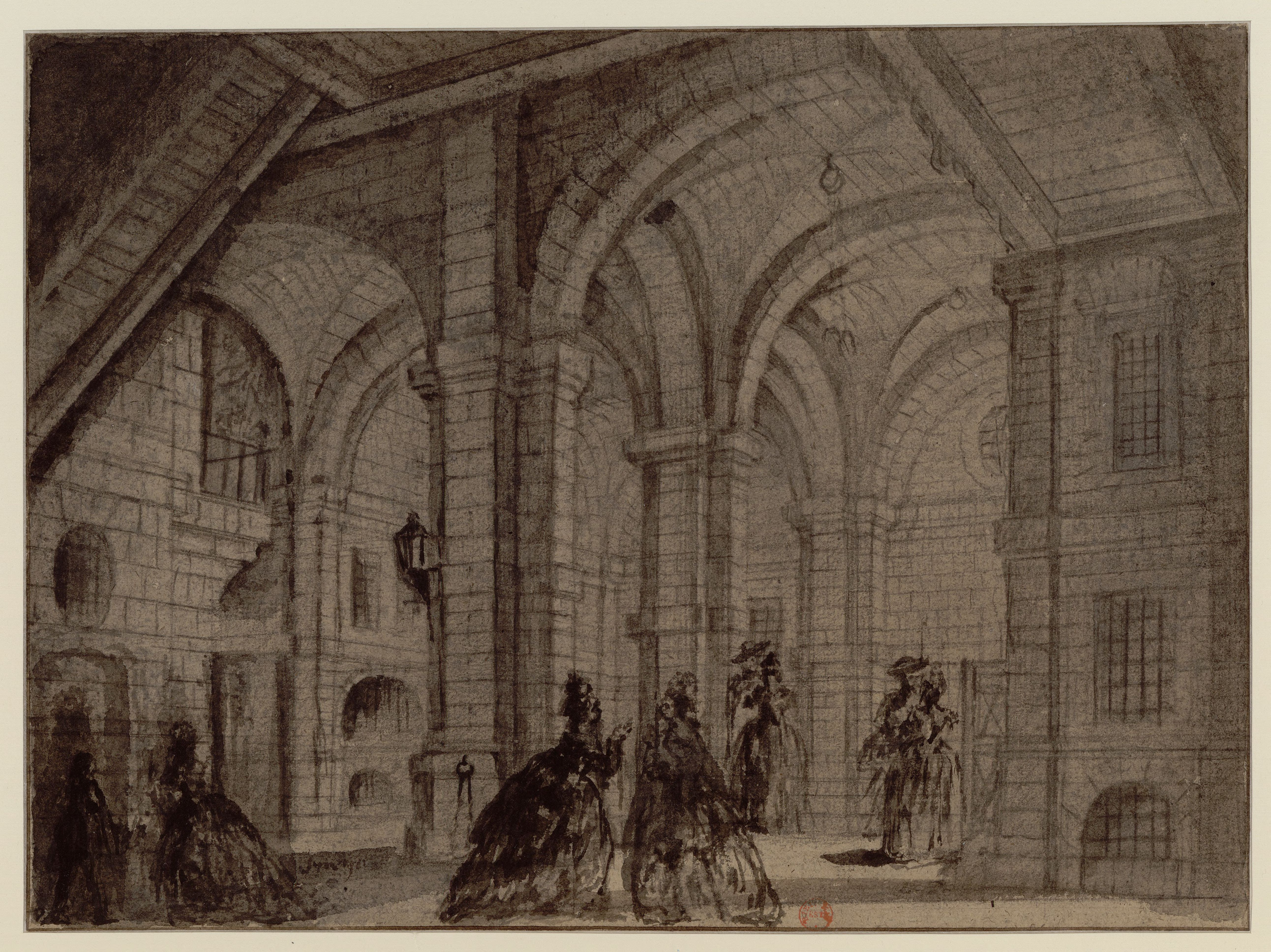
La cámara del concejo, boceto de 1785 de Jean Honoré Fragonard.

Aunque se confiscaba dinero y objetos potencialmente peligrosos, después almacenados, cuando un prisionero entraba a la Bastilla, los prisioneros más ricos continuaban ingresando lujos adicionales, incluyendo mascotas (perros y gatos) para controlar a las alimañas locales. El Marqués de Sade, por ejemplo, llegó con un vestuario extenso, tapicería, perfumes, pinturas y una colección de 133 libros. Los juegos de cartas y el billar eran jugados por los prisioneros, y el alcohol y el tabaco estaban permitidos. Los sirvientes a veces podían acompañar a sus maestros a la Bastilla, como es el caso de la detención en 1746 de la familia del Lord Morton y su hogar entero por ser espías de los británicos: la vida doméstica de la familia continuó dentro de la prisión relativamente normal. La librería de los prisioneros había crecido durante el siglo XVIII, principalmente a través de ventas ad hoc y varias colecciones confiscadas por la corona; hacia 1787 llegó a tener hasta 389 volúmenes.
La longitud de tiempo por la que un prisionero típico era mantenido en la Bastilla continuaba disminuyendo, y para el reinado de Luis XVI el tiempo de detención promedio eran solo dos meses. Aún se esperaba que los prisioneros firmaran un documento al ser liberados, prometiendo que no hablarían acerca de la Bastilla o su tiempo dentro de ella, pero para la década de 1780 este acuerdo no se rompía raramente A los prisioneros que dejaban la Bastilla se les podía otorgar pensiones, al ser liberados, por la corona, ya sea por compensación o como una forma de asegurar su buen comportamiento en el futuro -A Voltaire le fueron otorgadas 1,200 libras al año, por ejemplo, mientras que Latude recibió una pensión anual de 400 libras.

#### Crítica y reforma

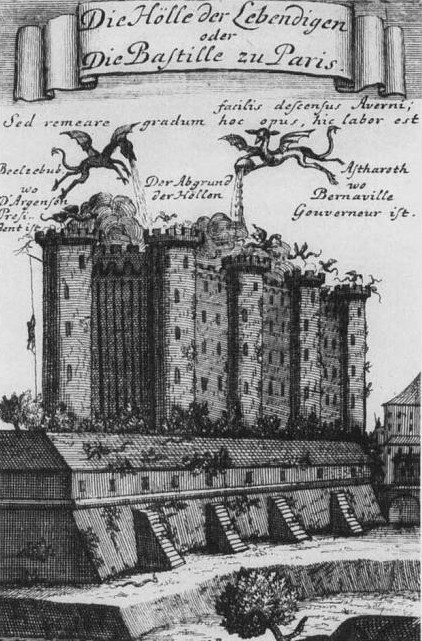
Dragones destruyen la bastilla en la portada de la obra de Bucquoy, Die Bastille oder die Hölle der Lebenden

Durante el siglo XVIII, la Bastilla fue muy criticada por los escritores franceses, siendo denominada como símbolo para el despotismo ministerial; esta crítica resultaría en reformas y planes para su abolición. La primera crítica mayor vino por parte de Constantin de Renneville, quien fue prisionero de la Bastilla por 11 años y publicó sus vivencias en 1715 en su libro L'Inquisition françois. Rennevelle presentó un relato dramático de su detención, explicando que a pesar de ser inocente sufrió abusos y fue dejado para morir en una de las mazmorras de la Bastilla, siendo encadenado junto a un cadáver. Las críticas siguieron en 1719 cuando el abad Jean de Bucquoy, quien escapó de la Bastilla diez años antes, publicó un recuento de sus aventuras desde la seguridad de Hanover; dando un recuento similar al de Renneville y señalando a la Bastilla como un "infierno para los vivientes". Voltaire añadió a la reputación notoria de la Bastilla cuando escribió acerca del caso del "Hombre de la máscara de hierro" en 1751, para después criticar la forma en que fue tratado él mismo mientras estaba detenido en la Bastilla, en la que señaló a la fortaleza como un "lugar de venganza".
En 1780 las reformas penitenciarias se convirtieron en tema popular para los escritores franceses y la Bastilla fue especial blanco de las críticas y señalamientos como símbolo del despotismo arbitrario. Dos autores fueron particularmente influencia durante este periodo. El primero fue Simon-Nicolas Linguet, quien fue arrestado y detenido en la Bastilla en 1780, después de publicar una crítica a Maréchal Duras. Al ser liberado, él publica sus memorias "Mémoires sur la Bastille" en 1783, una crítica abrumadora hacia la institución. Linguet criticó las condiciones físicas en las que se mantenía, a veces erróneamente, pero capturó en detalle los efectos psicológicos del régimen de la prisión sobre el recluso. Linguet también alentó a Luis XVI a destruir la Bastilla, publicando un grabado representando al rey anunciando a los prisioneros, "¡que sean libres y vivan!", una frase que tomó prestada de Voltaire.
La obra de Linguet fue seguida por otra autobiografía prominente, Henri Latude con Le despotisme dévoilé. Latude era un soldado que fue detenido en la Bastilla después de una serie de infortunios, incluyendo el envío de una carta bomba a Madame de Pompadour, la amante del rey. Latude se hizo famoso por ingeniar un escape de la Bastilla, al escalar por la chimenea de su celda y bajando las murallas con una escalera de cuerda de calidad hecha en casa, antes de ser recapturado en Ámsterdam por agentes franceses. Latude fue liberado en 1777, pero fue arrestado de nuevo por la publicación de su libro titulado Memoirs of Vengeance. Folletos y revistas divulgaron el caso de Latude hasta que finalmente fue liberado nuevamente en 1784. Latude se convirtió en una figura popular en la Académie française, o Academia francesa, y su autobiografía, aunque inexacta a veces, logró reforzar la percepción pública de la Bastilla como un institución déspota.

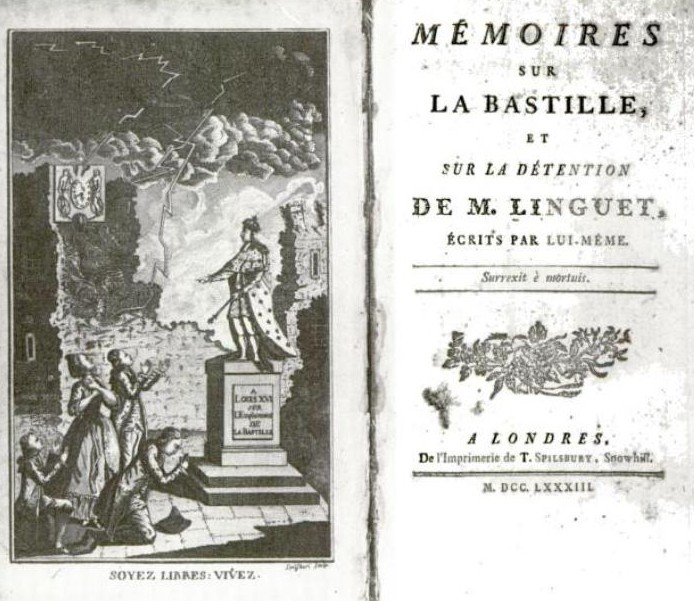
Las memorias de Linguet, Mémoires sur la Bastille, representando la destrucción ficticia de la Bastilla por Luis XVI

Historiadores contemporáneos, como Hans-Jürgen Lüsebrink, Simon Schama y Monique Cottret, concuerdan en que el trato a los prisioneros de la Bastilla era mucho mejor que lo que el público sabía gracias a estos escritos. A pesar de ello, alimentado por los secretos que rodeaban a la Bastilla, tanto el interés público como el oficial sobre la prisión y el sistema que la mantenía, comenzaron a juntarse para impulsar reformas. Hacia 1775, el ministro de Luis XVI, Malesherbes había autorizado que a todos los prisioneros les dieran periódicos para leer, además que les permitieran escribir y recibir correspondencia de su familia y amigos. En la década de 1780 Breteuil, el Secretario de Estado de la Maison du Roi, comenzó una reforma sustancial del sistema de lettres de cachet que enviaban a las personas como prisioneros a la Bastilla: las lettres ahora requerían de una lista específica del tiempo de detención de un prisionero, además de la ofensa por la cual eran detenidos.
Mientras tanto, en 1784, el arquitecto Alexandre Brogniard propuso que la Bastilla fuera demolida y convertida en una plaza pública circular con columnatas. El director general de Finanzas Jacques Necker, al haber examinado el costo de mantener la Bastilla, siendo un total arriba de las 127.000 libras en 1774, por ejemplo, propuso cerrar la institución por el simple hecho de la situación económica. De la misma manera, el teniente del rey de la Bastilla, envió reportes en 1788 sugiriendo que las autoridades cerraran la prisión, demolieran la fortaleza y vendieran el terreno. En junio de 1789, la Academia real de arquitectura propuso un esquema similar al de Brogniard, en el que la Bastilla sería transformada en un área pública abierta, con una columna alta en el centro y rodeada por fuentes, dedicada a Luis XVI por ser el "restaurador de la libertad pública". El número de prisioneros detenidos en la Bastilla a la vez disminuyó para el fin del reinado de Luis; la prisión contenía a diez prisioneros en septiembre de 1782 y, a pesar de un pequeño crecimiento al inicio de 1788, para julio de 1788 solo siete prisioneros quedaban en custodia. Sin embargo, antes de que cualquier esquema oficial para cerrar la prisión entrara en vigor, disturbios a través de París llevaron a un fin más violento de la Bastilla.

### La Revolución Francesa

#### Toma de la Bastilla

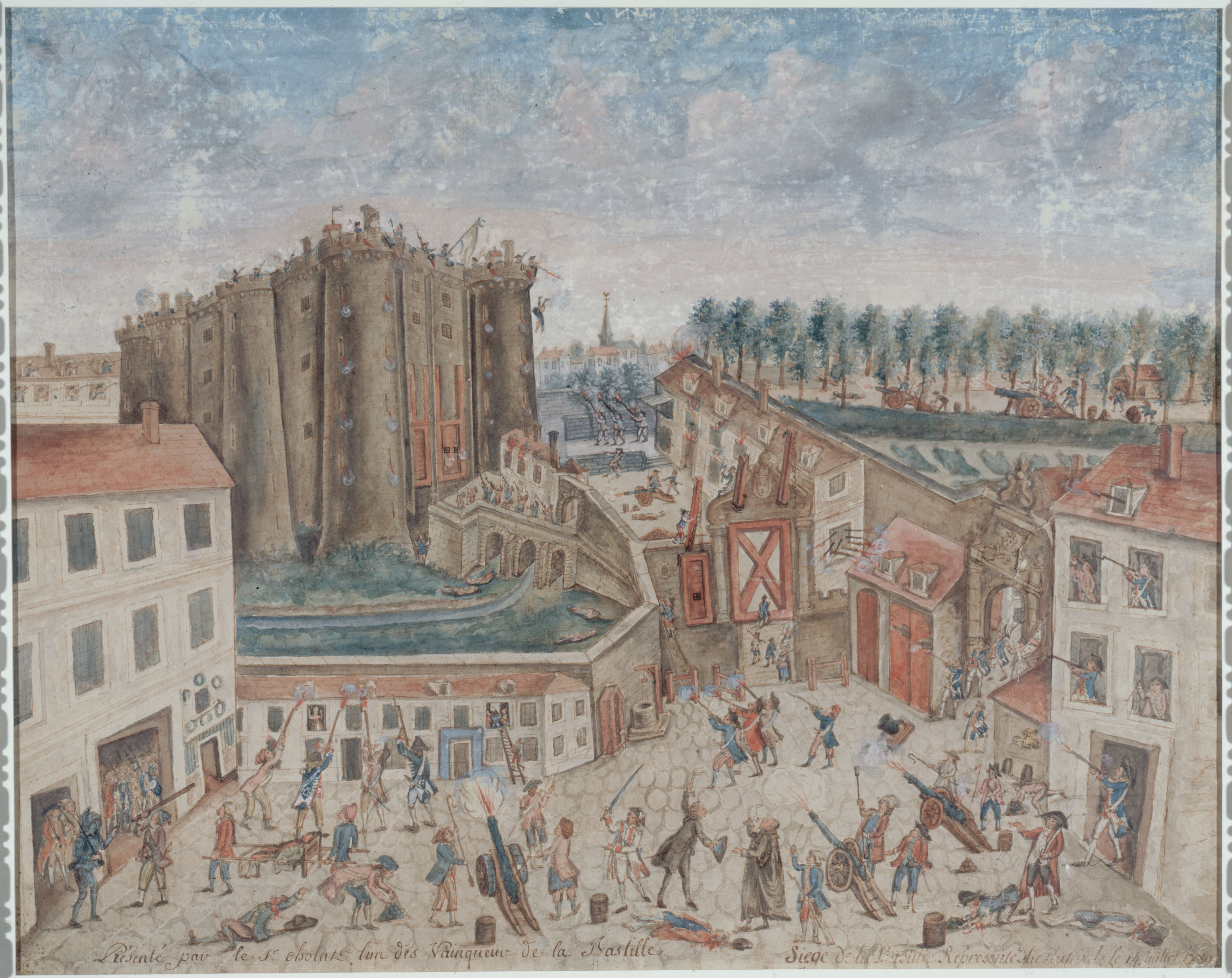
Una pintura de un testigo del sitio de la Bastilla, por Claude Cholat

Para julio de 1789, el sentimiento revolucionario se alzaba en París. Los Estados Generales fueron convocados en mayo y los miembros del Tercer Estado proclamaron el Juramento del Juego de Pelota en junio, exigiendo al rey que otorgara una constitución escrita. La violencia entre las fuerzas reales leales, números dignos de un motín de la Guardia Francesa real y multitudes locales, estalló en Vendôme el 12 de julio, causando la lucha generalizada y el retiro de las fuerzas reales del centro de París. Las multitudes revolucionarias comenzaron a armarse el 13 de julio, saqueando almacenes reales y tiendas de armeros para obtener armas y pólvora.
El comandante de la Bastilla en ese momento era Bernard-René de Launay, un concienzudo pero insignificante oficial militar. Las tensiones alrededor de la Bastilla habían estado creciendo por varias semanas. Solo ocho prisioneros quedaban en la fortaleza, pero uno de ellos, el Marqués de Sade, había alimentado los fuegos de la revolución, en contra de la Bastilla, cuando se dirigía al público durante sus caminatas por las murallas en la cima de las torres y, una vez que le fue prohibido esto, gritando desde la ventana de su celda. Sade comenzó a afirmar que las autoridades planeaban masacrar a los prisioneros dentro del castillo, lo que causó que el gobernador lo moviera a otra ubicación a principios de julio.
A petición de Launay, una fuerza adicional de 32 soldados del regimiento Swiss Salis-Samade habían sido asignados a la Bastilla el 7 de julio, sumándose a los 82 ya existentes que formaban la guardia. De Launay había tomado varias precauciones, levantando el puente levadizo en la torre Comté y destruyendo el estribo que ligaba a la Bastilla con su bastión, para prevenir que cualquiera tuviera acceso desde ese lado de la fortaleza. Las tiendas cerca de la entrada a la Bastilla habían sido cerradas y las puertas de la Bastilla aseguradas. La Bastilla era defendida por 30 pequeñas piezas de artillería, pero para el 14 de julio de Launay estaba muy preocupado por la situación de su fortaleza. La Bastilla, ya muy poco popular con las multitudes revolucionarias, era el único baluarte real que quedaba en el centro de París, además de que protegía una reciente entrega de reservas que contenía 250 barriles de valiosa pólvora. Para empeorar las cosas, la Bastilla solo tenía suministros para dos días de comida y ninguna fuente de agua, haciendo imposible que aguantaran un asedio prolongado.

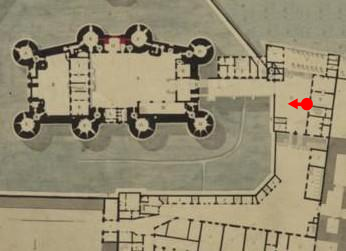
Un plano de la Bastilla y los edificios aledaños construidos inmediatamente después de 1789; el punto rojo marca la perspectiva de la pintura del sitio de Claude Cholat

En la mañana del 14 de julio alrededor de 900 personas se juntaron en el exterior de la Bastilla, principalmente miembros de la clase obrera del suburbio cercano de Saint-Antoine, pero también incluían a algunos soldados amotinados y comerciantes locales. La multitud se había juntado con la intención de comandar las reservas de pólvora que se sabía estaban en la Bastilla, y a las 10:00 a. m. de Launay dejó entrar a dos de sus líderes para negociar con él. Después del mediodía, otro negociador entró para discutir la situación, pero no se llegó a un acuerdo: los representativos revolucionarios ahora querían que se les entregaran tanto las armas como la pólvora que estaba en la Bastilla, pero de Launay rehusó hacerlo a menos que recibiera autorización de sus dirigentes en Versalles. En ese momento se volvió claro que el gobernador carecía de la experiencia o de las habilidades para calmar la situación.
Justo cuando las negociaciones iban a reanudarse alrededor de la 1:30 p. m., el caos estalló cuando la multitud impaciente y enfadada asaltó el patio exterior de la Bastilla, con dirección a la puerta principal. Disparos de confusión se vieron en el espacio confinado y una seria pelea caótica comenzó entre las fuerzas de Launay y la multitud revolucionaria, con ambos lados intercambiando fuego enemigo. Alrededor de las 3:30 p. m., más fuerzas reales amotinadas llegaron como refuerzos para la multitud, siendo estos oficiales de infantería entrenados y varios cañones. Después de darse cuenta de que sus armas eran demasiado ligeras para dañar las murallas principales de la fortaleza, la multitud revolucionaria comenzó a disparar sus cañones a la puerta de madera de la Bastilla. Para ese entonces, 83 de la multitud habían muerto y otros 15 habían sido heridos gravemente; en cambio solo uno de los guardias (Invalides) había muerto.

Toma de la Bastilla, cuadro de Jean-Pierre Louis Laurent Houel (1735-1813) En el centro se aprecia el arresto del marqués de Launay.

De Launay tenía pocas opciones: si dejaba que los Revolucionarios destruyeran su puerta principal, tendría que usar su cañón directamente dentro del patio de la Bastilla en contra de la multitud, causando grandes pérdidas de vida y de esa forma evitando que se llegase a una resolución pacífica del evento. De Launay no podía aguantar un sitio prolongado, y sus oficiales lo convencieron de que no provocase un suicidio en masa al detonar sus reservas de pólvora. En cambio, de Launay intentó negociar una rendición, amenazando con explotar la Bastilla si sus demandas no eran cumplidas. En medio del intento, sin embargo, el puente levadizo de la Bastilla bajó de repente y la multitud revolucionaria irrumpió en la fortaleza. De Launay fue llevado afuera, asesinado y su cadáver humillado por la multitud, mientras que tres oficiales y tres soldados más fueron asesinados en el transcurso de la tarde. Sin embargo, los soldados del Regimiento Swiss Salis-Samade no usaban sus uniformes y fueron confundidos por prisioneros de la Bastilla; no fueron lastimados por las multitudes hasta que fueron llevados al exterior por Guardias Franceses y otros soldados comunes de entre los atacantes. La valiosa pólvora y las armas fueron tomadas y comenzó una búsqueda por los demás prisioneros en la Bastilla.

#### Destrucción

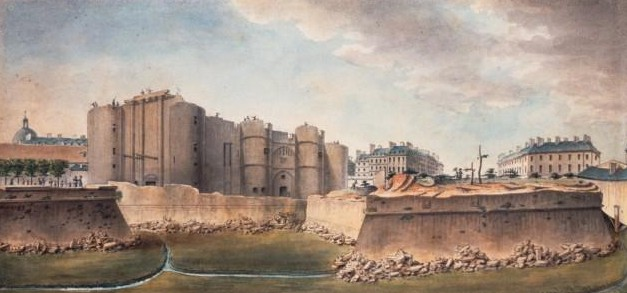
La demolición de las murallas de la Bastilla, julio 1789

A pocas horas de su captura, la Bastilla comenzó a ser un poderoso símbolo que daba legitimidad al movimiento revolucionario en Francia. La reputación revolucionaria del suburbio de Saint-Antoine fue establecida firmemente al tomar la Bastilla. Una lista formal de los "vainqueurs" o vencedores, quienes habían sido parte del evento, para honrar tanto a los caídos como a los supervivientes, fue organizada. Aunque la multitud había ido a la Bastilla inicialmente por la pólvora, el historiador Simon Schama señala cómo la prisión capturada "le dio una imagen y vida a los ideales en los que se basaba la Revolución". En efecto, entre más se representara a la Bastilla como déspota y malvada, por parte de la prensa que estaba a favor de la revolución, más necesarias y justificadas eran las acciones de ésta. A raíz de esto, el gobernador fallecido, de Launay, fue rápidamente marcado como un déspota brutal. La fortaleza en sí fue descrita por la prensa revolucionaria como un "lugar de esclavitud y horror", que contenía "máquinas de muerte", "sombrías mazmorras subterráneas" y "cuevas repugnantes" donde los prisioneros eran dejados para pudrirse hasta por 50 años.
Como resultado, en los días después del 14 de julio la fortaleza fue registrada para buscar evidencia de tortura. Viejas piezas de armadura y pequeños elementos de una imprenta fueron sacados y mostrados como evidencia de un equipo para tortura minuciosa. Latude regresó a la Bastilla, donde le fueron otorgados la escalera de cuerda y el equipo que usó para escapar de la prisión muchos años atrás. Los antiguos guardias de la prisión escoltaban a los visitantes alrededor de la Bastilla en las semanas después de su captura, dando recuentos pintorescos de los eventos del castillo. Historias e imágenes acerca del rescate del ficticio Conde de Lorges -supuestamente un prisionero muy mal tratado de la Bastilla, encarcelado por Luis XV- y el similar descubrimiento imaginario del esqueleto del "Hombre de la Máscara de Hierro" en las mazmorras, fueron ampliamente circuladas como hechos a través de París. Durante los próximos meses, más de 150 publicaciones usaron la toma de la Bastilla como tema, mientras que los eventos formaron la base de un buen número de obras de teatro.
A pesar de una búsqueda exhaustiva, los revolucionarios descubrieron únicamente siete prisioneros en la Bastilla, mucho menos de los que habían anticipado. De estos, solo uno -Whyte de Malleville, un hombre viejo con barba blanca- se parecía a la imagen pública de un prisionero de la Bastilla; a pesar de ser un enfermo mental, fue desfilado por las calles, mientras saludaba con felicidad a las multitudes. De los seis prisioneros liberados restantes, cuatro eran falsificadores condenados que desaparecieron rápidamente en las calles de París; uno era el Conde de Solages, quien había sido detenido por solicitud de su familia por malas conductas sexuales; el sexto era Tavernier, quien también resultó ser un enfermo mental y, junto con Whyte, volvió a ser detenido en el Manicomio Charenton.

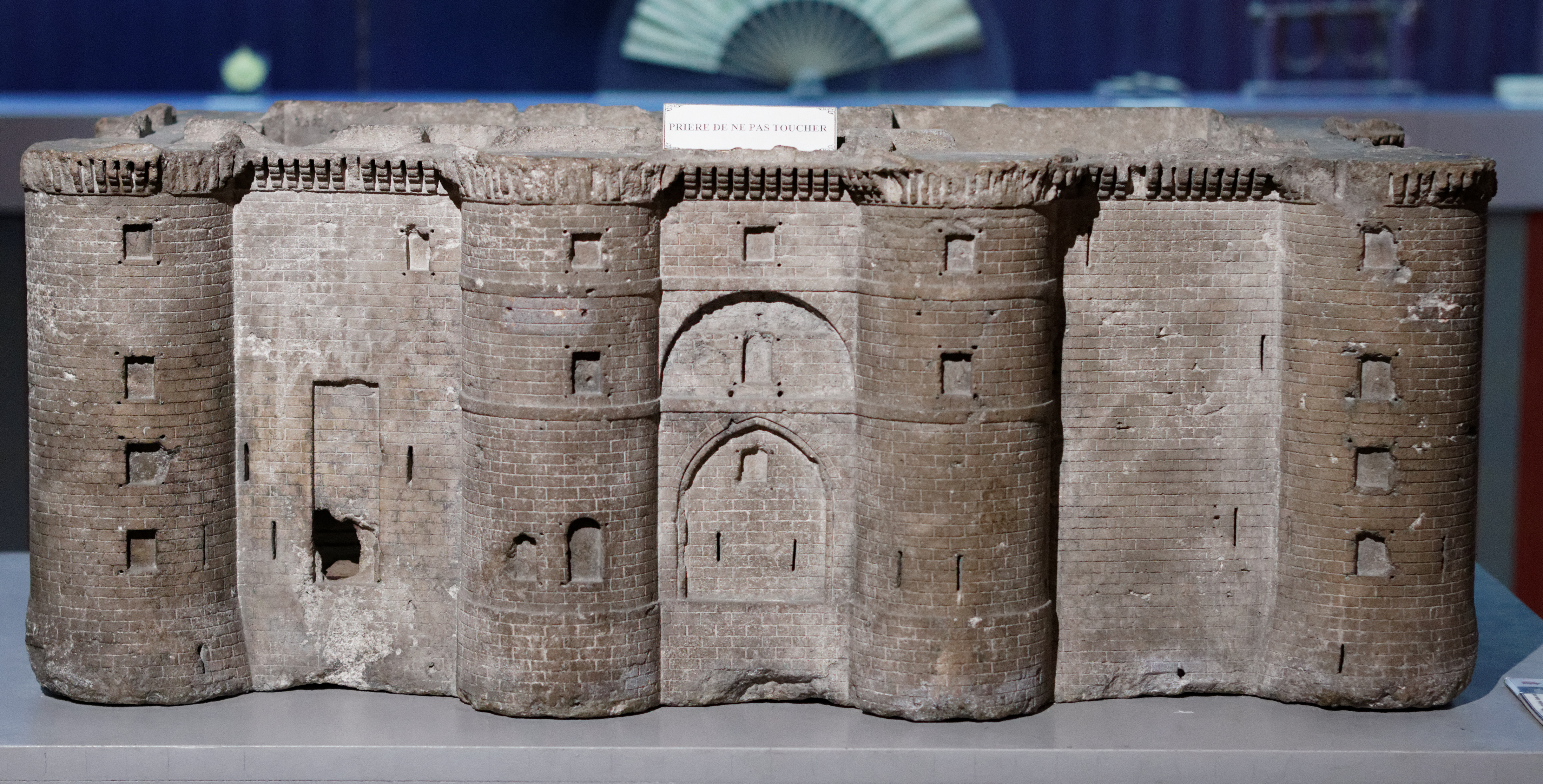
Un modelo de la Bastilla hecho por Pierre-Francois Palloy a partir de una de las piedras de la fortaleza

En un principio el movimiento revolucionario no estaba seguro si debían destruir la prisión, volver a ocuparla como una fortaleza con miembros de la milicia como guardias voluntarios, o si mantenerla intacta para que fuera un monumento revolucionario permanente. El líder revolucionario Mirabeau finalmente resolvió el asunto al comenzar, simbólicamente, con las destrucción de las almenas él mismo, para que después un panel de cinco expertos fuera apuntado por el Comité Permanente del Hôtel de Ville para administrar la demolición del castillo. Uno de estos expertos era Pierre-François Palloy, un empresario burgués quien clamaba recibir un estado de vencedor por su papel durante la toma de la Bastilla, y rápidamente asumió el control sobre el proceso entero. El equipo de Palloy trabajó rápidamente y para noviembre la mayoría de la fortaleza ya había sido destruida.
Las ruinas de la Bastilla rápidamente se convirtieron en un ícono a través de Francia. Palloy hizo que se colocara un altar en el sitio en febrero de 1790, formado de cadenas y restricciones de metal de la prisión. Viejos huesos, probablemente de soldados del siglo XV, fueron descubiertos durante el trabajo de limpieza en abril y, al ser presentados como esqueletos de antiguos prisioneros, fueron exhumados y enterrados ceremonialmente en el cementerio de Saint-Paul. En el verano, Palloy llevó a cabo un gran baile en el sitio para la Guardia Nacional que visitaba París para las celebraciones del 14 de julio. Una industria de recuerdos que trataba con la caída de la Bastilla estaba floreciendo y mientras terminaba el trabajo de demolición, Palloy comenzó a producir y vender recuerdos de la Bastilla. Los productos de Palloy, los cuales llamaba "reliquias de libertad", celebraban la unión nacional que los eventos de julio de 1789 habían generado a través de todas las clases de la ciudadanía de Francia, e incluía un gran rango de artículos Palloy también mandó modelos de la Bastilla, tallados desde las piedras de la fortaleza, como regalos para las provincias francesas para propagar el mensaje revolucionario. En 1793 una gran fuente revolucionaria presentando una estatua de Isis fue construida sobre el antiguo sitio de la fortaleza, la cual se convirtió en la Place de la Bastille.

### Legado cultural y político delsigloXIX-XX

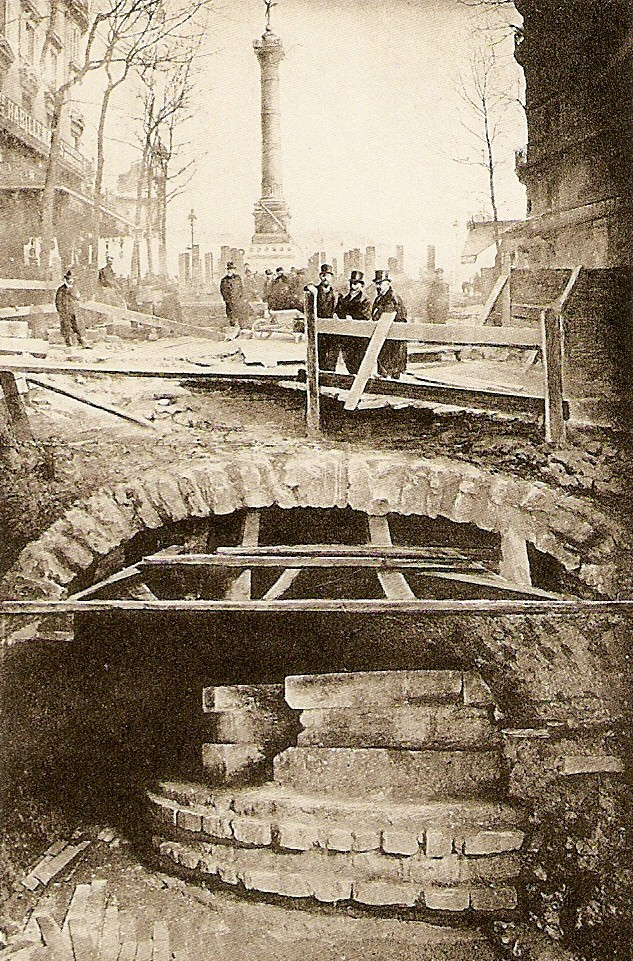
Los cimientos de la torre Liberté de la Bastilla, redescubiertos durante las excavaciones para el metro en 1899.

La Bastilla se mantuvo como un poderoso y evocativo símbolo para los republicanos franceses durante todo el siglo XIX. Napoleón Bonaparte derrocó a la Primera República Francesa que surgió de la Revolución en 1799, y que posteriormente intentó marginar a la Bastilla como un símbolo. Napoleón no estaba contento con las connotaciones revolucionarias de la Plaza de la Bastilla, por lo que inicialmente consideró construir su Arco del Triunfo en ese sitio. Esto resultó ser una opción poco popular, por lo que cambia su plan por la construcción de una estatua de bronce de un elefante imperial enorme. El proyecto se retrasó, finalmente de manera indefinida, y todo lo que fue construido fue una versión no completa de la estatua de bronce, que se colocó en el antiguo sitio de la Bastilla entre 1814 y 1846, cuando la estructura débil finalmente fue retirada. Después de la Restauración borbónica en Francia en 1815, la Bastilla se convirtió en un símbolo subterráneo para los Republicanos. La Revolución de julio en 1830 usó imágenes como la de la Bastilla para legitimar su nuevo régimen y en 1833, el antiguo sitio de la Bastilla fue usado para construir la Columna de Julio para conmemorar la revolución. La efímera Segunda República fue declarada simbólicamente en 1848 en el antiguo sitio revolucionario.

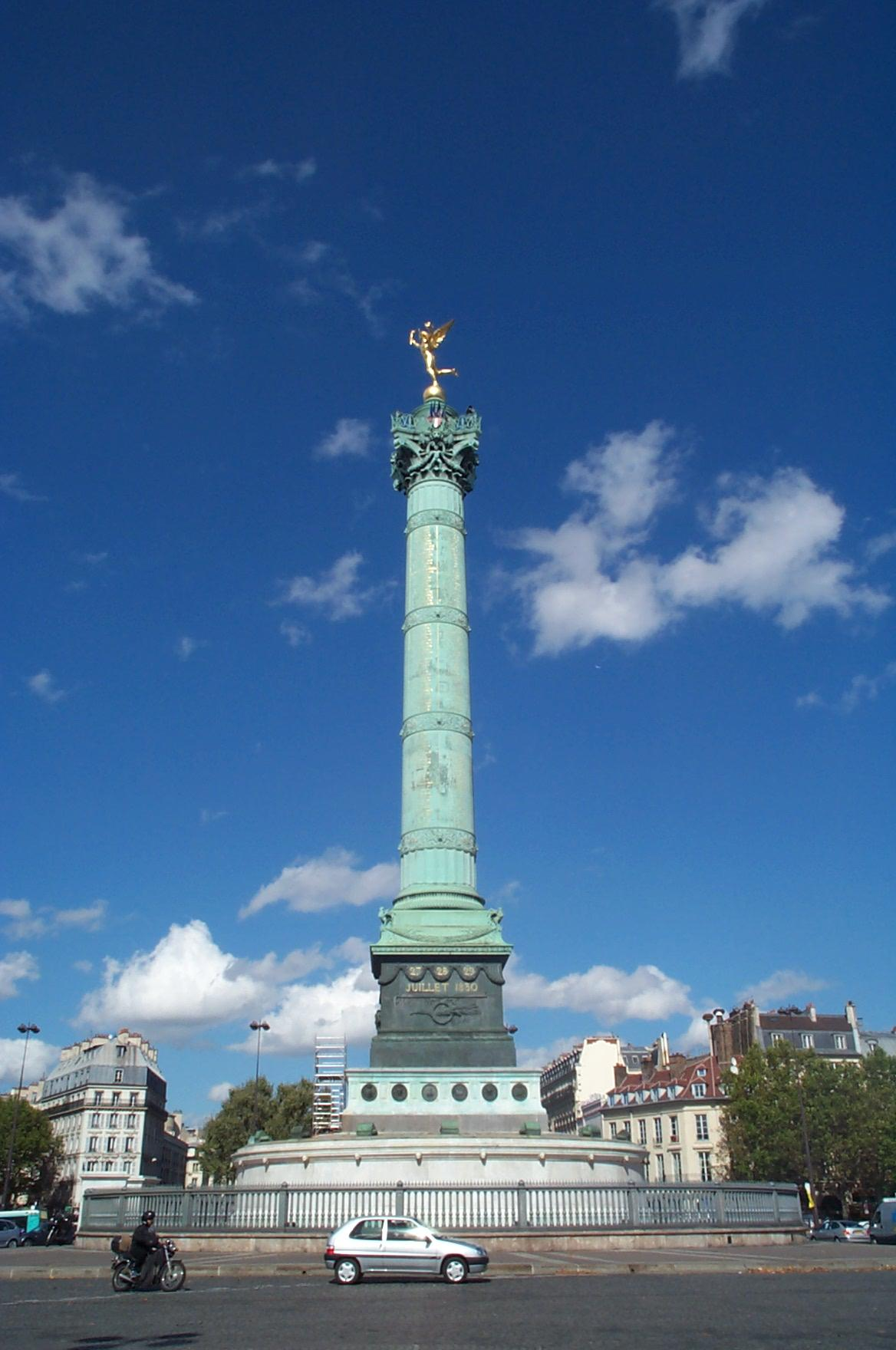
Columna de Julio.

La Toma de la Bastilla del 14 de julio de 1789 se había estado celebrando anualmente desde 1790, inicialmente con rituales casi religiosos, pero después durante la Revolución con eventos espectaculares, incluyendo la quema de réplicas de la Bastilla. Bajo el poder de Napoleón los eventos se tornaron menos revolucionarios, en cambio enfocados en desfiles militares y la unión nacional en vista de las amenazas extranjeras. Durante la década de 1870, las celebraciones del 14 de julio se convirtieron en un punto de encuentro para los republicanos opuestos al liderazgo monárquico temprano de la Tercera República; cuando el republicano mesurado Jules Grévy fue nombrado presidente en 1879, y su nuevo gobierno hizo que el aniversario de la caída de la Bastilla fuera un día feriado nacional. El aniversario se mantuvo como algo polémico, con los republicanos extremistas continuaron usando la ocasión para protestar en contra del nuevo orden político y los conservadores de derecha protestaban en contra de la imposición del día feriado. La Columna de Julio se mantuvo polémica y los republicanos radicales intentaron explotarla, fracasando en su intento en 1871.
Mientras tanto, el legado de la Bastilla se hizo un tema popular para los novelistas franceses. Alejandro Dumas, por ejemplo, usó la Bastilla y la leyenda del "Hombre de la Máscara de Hierro" extensivamente en su obra Las novelas de D'Artagnan; en estas novelas la Bastilla fue presentada tanto como pintoresca así como trágica, además de un buen entorno para la acción heroica. En contraste, en muchas otras obras de Dumas, como lo fue Ange Pitou, la Bastilla toma una apariencia más oscura, siendo descrita como un lugar en el que un prisionero es "olvidado, arruinado, enterrado, destruido". En Inglaterra, Charles Dickens tomó una perspectiva similar cuando tomó material de las historias populares de la Bastilla en su obra Historia de dos ciudades, en la que el Doctor Manette es "enterrado vivo" en la prisión por 18 años; muchas figuras históricas asociadas a la Bastilla fueron reinventadas como personajes ficticios en la novela, como lo fue Claude Cholat, reproducido por Dickens como "Ernest Defarge". La novela de 1862 de Victor Hugo, Les Miserables, tomando lugar justo después de la Revolución, le dio un lugar al elefante de Napoleón de la Bastilla un lugar fijo en la historia literaria. En 1889 la popularidad constante de la Bastilla con el público fue ilustrada por la decisión de construir una réplica en piedra y madera para la feria mundial "Exposición Universal" en París, llenada por actores con atuendos de la época.
Debido en parte a la difusión de las ideas nacionales y republicanas a través de Francia durante la segunda mitad de la Tercera República, la Bastilla perdió un elemento de su importancia como símbolo para el siglo XX. Sin embargo, la Plaza de la Bastilla continuó siendo el lugar tradicional para las reuniones de izquierda, particularmente en las década de 1930, el símbolo de la Bastilla fue ampliamente usado por la Resistencia francesa durante la Segunda Guerra Mundial y hasta el Día de la Bastilla en la década de 1950 continuó siendo el día feriado francés más importante.

## Vestigios

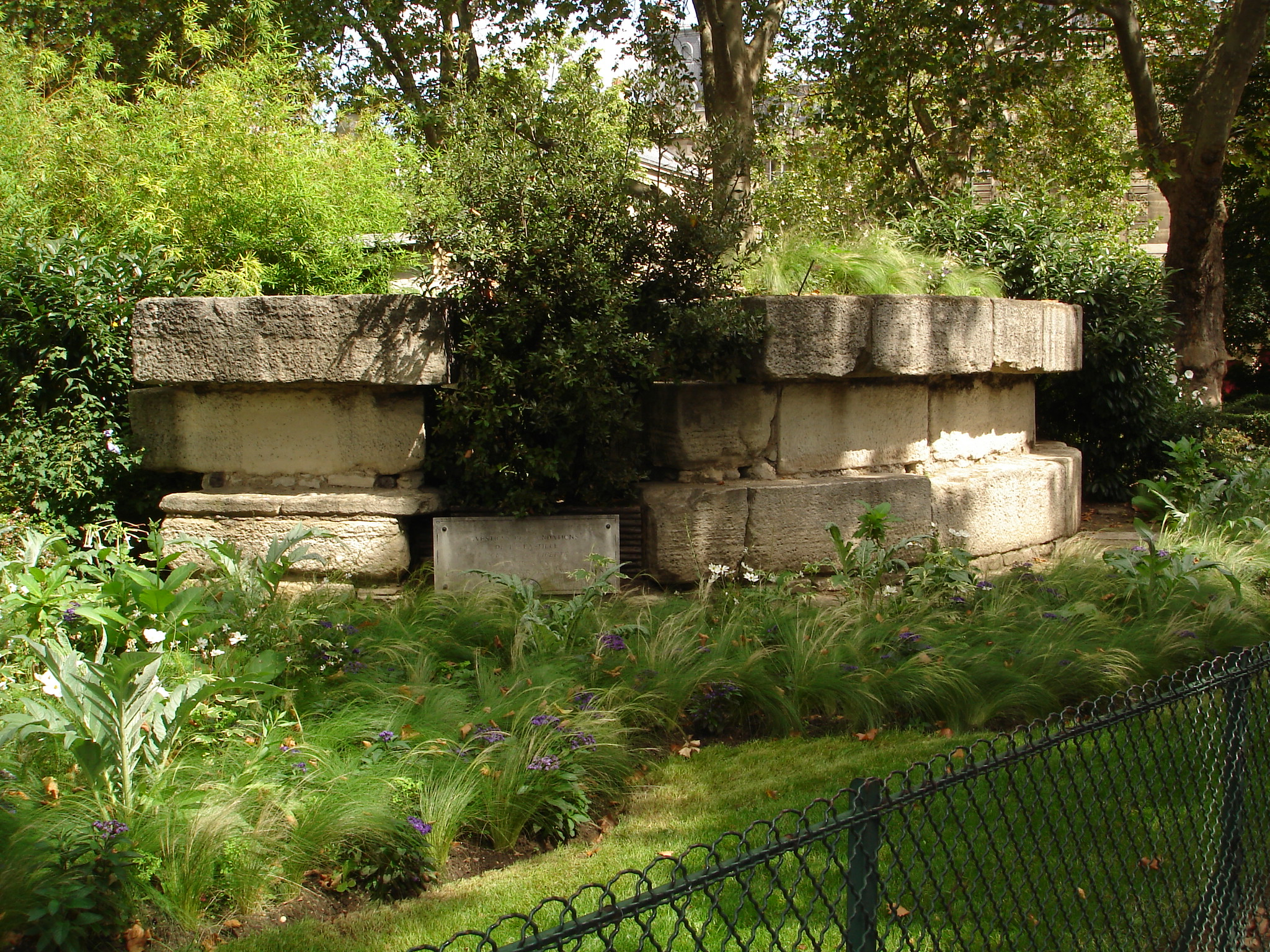
Piedras sobrantes de la Bastilla aún visibles hoy en día en el Boulevard Enrique IV

Debido a su destrucción después de 1789, queda muy poco de la Bastilla en el siglo XXI. Durante las excavaciones para el metro (Métro) en 1899, se descubrieron los cimientos de la torre Liberté y se recolocaron en la esquina del Boulevard Enrique IV y el Quai de Celestins, donde se pueden ver hoy en día. El Puente de la Concordia contiene piedras reutilizadas de la Bastilla.
Algunas reliquias de la Bastilla sobreviven: el Museo Carnavalet posee objetos, incluyendo uno de los modelos de piedra de la Bastilla hecho por Palloy y la escalera de cuerda usada por Latude para escapar por el techo de la prisión en el siglo XVIII, mientras que el mecanismo y campanas del reloj de la prisión están exhibidos en el Museo Europeo de Arte Contemporáneo en L'Isle-Jourdain. Lafayette le entregó la llave de la Bastilla a George Washington en 1799, y se encuentra en el museo histórico de Mount Vernon. Los archivos de la Bastilla se mantienen en la Biblioteca Nacional de Francia.
La Plaza de la Bastilla aún ocupa mucho del sitio de la Bastilla, y la Ópera de la Bastilla fue construida en la plaza en 1989 para conmemorar el bicentenario de la toma de la prisión. El área alrededor se ha desarrollado desde su pasado industrial del siglo XIX. La zanja que originalmente unía las defensas de la fortaleza con el Río Sena había sido desenterrada al inicio del siglo XIX para formar el Puerto del Arsenal, unido al Canal Saint Martin, pero ahora es un muelle para barcos privados, mientras que el jardín Promenade Plantée une la plaza con los parques renovados al este.

## Historiografía

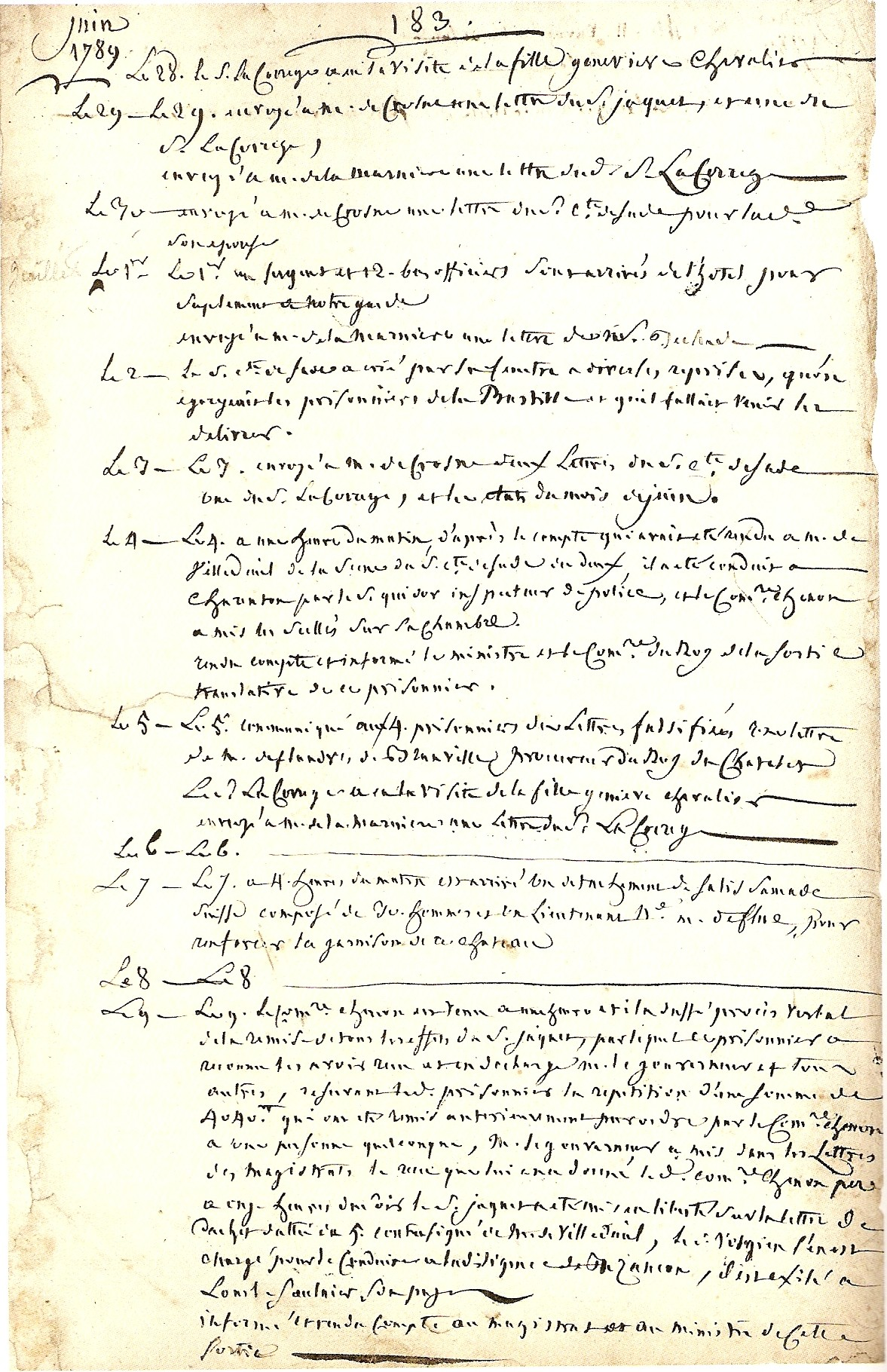
Diario de Antoine-Jérôme de Losme, el mayor de la Bastilla, describiendo los días antes de la caída de la Bastilla en 1789

Un número de historias de la Bastilla fueron publicadas inmediatamente después de julio de 1789, usualmente con títulos dramáticos que prometían descubrir los secretos de la prisión. Para las décadas de 1830 y 1840, las historias populares escritas por Pierre Joigneaux y por el trío de Auguste Maquet, A.Arnold y Jules-Édouard Alboize Du Pujol presentaron los años de la Bastilla entre 1358 y 1789 como un largo periodo de tiranía y opresión real, personificada por la fortaleza; sus obras presentaban. reconstrucciones imaginativas del siglo XIX de la tortura de prisioneros. Al morir las memorias vivas de la Revolución, la destrucción de la Bastilla significó que los historiadores del futuro debieran confiar principalmente en las memorias y otros materiales documentales que analizaban la fortaleza y los 5,279 prisioneros que pasaron por la Bastilla entre 1659 y 1789. Los archivos de la Bastilla, que mantenían registro de la operación de la prisión, habían sido dispersos en la confusión después de la toma; pero con un poco de esfuerzo, la Asamblea de París reunió 600,000 de ellos durante las siguientes semanas, lo cual formó las bases del archivo moderno. Después de ser aseguradas e ignoradas por muchos años, estos archivos fueron descubiertos por el historiador francés François Ravaisson, quien los catalogó y los usó para su investigación entre 1866 y 1904.
Para fines del siglo XIX el historiador Frantz Funck-Brentano usó los archivos para emprender la tarea de investigar detalladamente las operaciones de la Bastilla, con un enfoque en los prisioneros de clase alta de la Bastilla, para desmentir muchos de los mitos del siglo XVIII acerca de la institución y para darle una imagen favorable a la prisión. Los historiadores modernos consideran que el trabajo de Fuck-Bretano fue un tanto influenciado por sus puntos de vista antirrepublicanos, pero sus historias de la Bastilla fueron una gran influencia y tuvieron gran responsabilidad en el establecimiento de la idea de que la Bastilla era una institución bien administrada y relativamente benigna. El historiador Fernand Bournon usó el mismo material de archivos para producir su obra Histoire de la Bastille en 1893, considerada como una de las mejores y bien balanceadas historias del siglo XIX de la Bastilla, por historiadores modernos. Estas obras inspiraron la escritura de una secuencia de historias más populares de la Bastilla a fines del siglo XIX y a principio del siglo XX, incluyendo la historia del aniversario de la Bastilla de Auguste Coeuret, las cuales se enfocaban en un grupo de temas e historias que trataban acerca de los prisioneros más glamorosos de las clases altas de la sociedad francesa.
Una de las discusiones más comunes al hablar de la Bastilla en 1789 ha sido la naturaleza de las multitudes que atacaron el edificio. Hippolyte Taine argumentaba que a fines del siglo XIX la multitud estaba compuesta por vagabundos desempleados, quienes actuaron sin ningún razonamiento alguno; pero en contraste, el intelectual de izquierda de la posguerra, George Rudé, señalaba que la multitud era dominada por artesanos relativamente prósperos. El asunto fue revaluado por Jacques Godechot en los años tras la guerra; Godechot mostraba convencido de que, además de algunos artesanos y comerciantes locales, al menos la mitad de la multitud que se reunió ahí ese día eran, como los habitantes del suburbio aledaño, inmigrantes recientes que llegaron a París de las provincias. Godechot usó esto para caracterizar la toma de la Bastilla como un genuino evento nacional de mayor importancia para la sociedad francesa.
En la década de 1970 los sociólogos franceses, particularmente aquellos que se interesaron en la Teoría crítica, revaluaron su legado histórico. La Escuela de los Annales condujo una investigación extensa acerca de cómo se mantenía el orden en la Francia prerrevolucionaria, enfocándose en la operación de la policía, conceptos de desviación y religión. Las historias de la Bastilla desde ese entonces se han enfocado en el papel de la prisión en la vigilancia policial, censura y cultura popular, en particular cómo esto impactó a las clases obreras. Investigaciones en Alemania Occidental durante la década de 1980 examinaron la interpretación cultural de la Bastilla en contraste con el contexto más amplio de la Revolución Francesa; el trabajo de Hanse Lüsebrink y Rolf Reichardt, que explica cómo la Bastilla llegó a ser considerada un símbolo de despotismo, estaba entre las más destacadas. Este cúmulo de trabajo tuvo influencia sobre el libro de 1989 del historiador Simon Schama acerca de la Revolución, el cual incorporaba la interpretación cultural de la Bastilla con una crítica controversial hacia la violencia que rodeó a la toma de la Bastilla. La Biblioteca Nacional de Francia organizó una gran exhibición del legado de la Bastilla entre 2010 y 2011, resultando en un sustancial volumen editado que resumía las perspectivas académicas actuales sobre la fortaleza.

## Detenidos célebres
- Hugues Aubriot, su fundador
- François de Bassompierre
- Biron
- La Bourdonnais
- Brissot
- Bussy-Rabutin
- Anne du Bourg
- Antoine de Chabannes
- Gatien de Courtilz de Sandras
- Nicolas Fouquet
- Latude
- Simon-Nicolas-Henri Linguet
- El hombre de la máscara de hierro
- Bernard Palissy
- Paul Pellisson
- Marqués de Sade